# Bleiburgi tragédia
A bleiburgi tragédia egy 1945 májusában, a második világháború befejezése után történt tragikus esemény. A Jugoszláviát megszálló tengelyhatalmakkal kapcsolatban álló katonák és civilek tízezrei menekültek Jugoszláviából Ausztriába, miközben az országban a jugoszláv partizánok vették át az irányítást. Amikor elérték a szövetségesek által megszállt Ausztriát, a britek megtagadták, hogy nekik adják meg magukat, és a partizánokhoz irányították őket. A partizánok a hadifoglyokat más általuk elfogott civilekkel együtt erőszakos menetelésre kényszerítették, mely során tízezreket végeztek ki. Másokat kényszermunkatáborokba vittek, ahol a zord körülmények miatt sokan meghaltak. Az esemény a karintiai határ menti városról, Bleiburgról kapta a nevét, ahol a hazatelepítések megkezdődtek.
1945. május 3-án a németek által megszállt Jugoszlávia egyes részein létrehozott fasiszta bábállam, a Független Horvát Állam (NDH) hadseregének (HOS) maradványai és civil híveik, több százezer ember úgy döntött, hogy Ausztriába menekül. A menekülők úgy tervezték, hogy mielőbb megadják magukat a brit hadseregnek. A tengelyhatalmakkal kollaboráns szlovén vezetés ugyancsak aznap, visszavonulási parancsot adott ki a szlovén honvédségnek. Ezek az erők civilek kíséretében csatlakoztak a kivonuló német hadsereg E csoportjához és a tengelyhatalmak többi egységéhez. Ez utóbbiak közé tartozott a XV. kozák SS-lovashadtest és a HOS által vezényelt montenegrói nemzeti hadseregbe szervezett montenegrói csetnikek maradványai.
A kollaboráns erők, hogy elkerüljék a bekerítést és nyitva tartsák a menekülési útvonalakat, a német megadás utáni héten is folytatták a harcot a jugoszláv partizánokkal. A szlovén vezetésű hadoszlopok május 14-én Klagenfurt közelében jutottak az osztrák határig. Feladásukat a britek elfogadták, és a közeli viktringi táborba internálták őket. Amikor május 15-én a menekülő HOS-csapatok egyik oszlopa, amely civilekkel keveredett, megközelítette Bleiburg városát, a britek nem voltak hajlandók elfogadni megadásukat. Utasították őket, hogy adják meg magukat a partizánoknak, amit a HOS vezetése rövid tárgyalások után meg is tett. A brit fogságban lévő többi hadifoglyot a következő hetekben hazaszállították Jugoszláviába. A hazaszállítást a britek csak május 31-én állították le, miután Jugoszláviában történt tömeggyilkosságokról értesültek.
A jugoszláv hatóságok a foglyokat gyalogmenetben hajtották az országszerte felállított internáló- és munkatáborokba. Közben tömeges kivégzéseket hajtottak végre, amelyek közül a legnagyobbat Teznóban (itt becslések szerint 15 000 horvát hadifoglyot végeztek ki), Kočevski Rogban és Huda Jamában hajtották végre. Az ezt követő jugoszláviai kommunista uralom idején ezek a mészárlások és egyéb visszaélések tabutémának számítottak, és az eseményekről szóló információkat elhallgatták. Az áldozatokról (köztük számos civilről) való nyilvános és hivatalos megemlékezés csak évtizedekkel később kezdődött.
A történészek máig sem tudták pontosan megállapítani az áldozatok számát, a pontos számok a múltban is sok vita tárgyát képezték. A horvát történészek becslése szerint 30 000 foglyot öltek meg. Szlovéniában és Horvátországban a történészek vizsgálatai azt mutatják, hogy a legtöbb áldozat a horvát, szlovén, montenegrói és szerb kollaboráns fegyveres erők tagja volt. Jugoszlávia felbomlása után Bleiburgban évente megemlékezést tartanak az áldozatokról, de az esemény az ott használt usztasa szimbólumok miatt komoly vitákat váltott ki. A horvát hatóságok vagy támogatták ezt a megemlékezést, vagy más megemlékezéseket kezdeményeztek Szlovéniában, míg az osztrák hatóságok lépéseket tettek megtartásának további megakadályozására.

## Terminológia
Horvátországban általában olyan kifejezéseket használnak a szóban forgó eseményekre, mint a bleiburgi mészárlás, a bleiburgi tragédia, a bleiburgi gaztett, a bleiburgi eset, vagy egyszerűen csak Bleiburg. A „tragédia” kifejezést horvát származású szerzők angol nyelvű műveiben is használták.  A keresztút (horvátul: križni put) elterjedt szubjektív fogalom, amelyet többnyire a horvátok használnak a hazatelepítések utáni eseményekre. Ez utóbbiakat általában „halálmenetnek” nevezik.A halálmenet kifejezést sok mástól eltérően a témával foglalkozó nemzetközi szakirodalom is használja, Martina Grahek Ravančić horvát történész pedig a „Bleiburg és a halálmenetek” kifejezéssel illeti.
A szlovének körében a „viktringi tragédia” (szlovén: Vetrinjska tragedija) kifejezést használják. A Viktring egy brit tábor volt, ahol a legtöbb szlovén foglyot internálták a hazaszállítás előtt.

## Előzmények
Amikor 1939-ben kitört a második világháború, a Jugoszláv Királyság kormánya kinyilvánította semlegességét. 1941 elejére a legtöbb szomszéd ország csatlakozott a háromhatalmi egyezményhez. Jugoszláviára is erős nyomás nehezedett, hogy csatlakozzon a tengelyhatalmakhoz, és végül 1941. március 25-én a jugoszláv kormány is aláírta a paktumot. Ez abban az évben történt, amikor a náci Németország megtámadta a Szovjetuniót, ám Belgrádban tüntetések törtek ki a döntés ellen, és március 27-én az ellenzék puccsal megbuktatta a kormányt. Az új jugoszláv kormány nem volt hajlandó ratifikálni a háromhatalmi egyezmény aláírását, bár nem is zárkózott el tőle. Adolf Hitler erre azzal reagált, hogy 1941. április 6-án a szövetséges olasz és magyar erőkkel megindította a Jugoszlávia elleni inváziót.

Jugoszlávia felosztása 1941-ben

Április 10-én a német csapatok bevonultak Zágrábba, és még aznap kikiáltották a Független Horvát Államot (horvátul Nezavisna Država Hrvatska, NDH), melynek vezetője (a „poglavnik”) Ante Pavelić lett. Jugoszlávia április 17-én kapitulált a tengelyhatalmak előtt. Az Usztasa, a horvát nacionalista mozgalom megpróbált támogatást szerezni a horvát és boszniai muszlim lakosság körében, de soha nem kapott jelentős támogatást. Különösen nagy csapást mért népszerűségükre néhány horvátok lakta terület Olaszországnak való átengedése. Különleges státuszt kapott a német kisebbség, amelynek tagjai az NDH katonai erőinél önálló egységekben (Einsatzstaffel) szolgáltak. 1942-től a német kisebbség tagjait besorozták a 7. Prinz Eugen önkéntes SS-hegyihadosztályba.
Jugoszlávia megszállását és felosztását követően a német és más megszálló erők a náci végső megoldás tervének megfelelően antiszemita törvényeket vezettek be. Az usztasák az NDH-ban hozták meg saját faji törvényeiket, és népirtó kampányba kezdtek az ortodox keresztény szerbek, valamint az országban élő zsidó és roma lakosság ellen. Létrehoztak egy koncentrációs táborrendszert, amelyek közül a legnagyobb Jasenovac volt, ahol becslések szerint mintegy 77 000 – 100 000 embert, elsősorban szerbeket, zsidókat és romákat, valamint antifasiszta horvátokat és bosnyákokat gyilkoltak meg. A holokauszt során az usztasák mintegy 30 000 zsidót, az NDH háború előtti lakosságának 79%-át ölték meg, és szinte a teljes, mintegy 25 000 fős roma lakosságot is megsemmisítették.

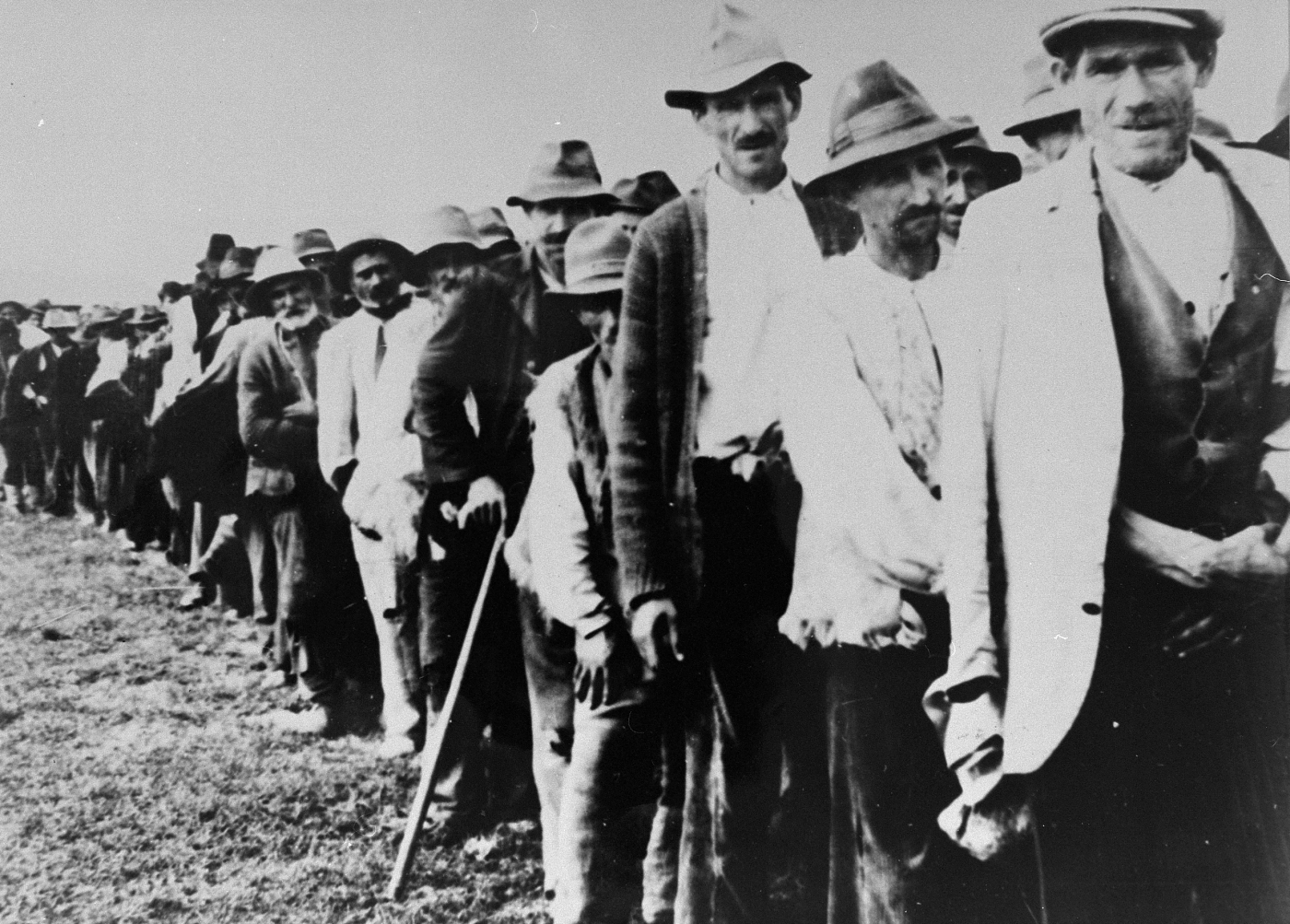
Szerbek és cigányok menete útban a jasenovaci koncentrációs táborba.

Az usztasák által megölt szerbek számát nehéz meghatározni. Az Egyesült Államok Holokauszt Emlékmúzeumának becslése szerint 320 000 és 340 000 között lehet a megölt szerbek száma. Vladimir Žerjavić horvát demográfus kiszámította Jugoszlávia népességveszteségét, és 322 ezerre becsülte a szerb halálos áldozatok számát az NDH-ban. A polgári áldozatok közül becslése szerint, hogy az Usztasa a koncentrációs táborokban 78 000 szerb civilt ölt meg, a többiek pedig a német és olasz erők által, illetve egyéb okok miatt haltak meg. A szerbek közül megöltek 154 ortodox papot és 3 püspököt, a legtöbb ortodox papot pedig elűzték, és 1943 májusáig 240 000 szerbet térítettek erőszakkal katolikus hitre, de az áttértek közül is sokat lemészároltak. Az NDH elleni fegyveres szerb lázadások sorozata 1941 nyarán kezdődött. Edmund Glaise-Horstenau Wehrmacht-tábornok az usztasák bűneit tette felelőssé a felkelésekért, és bírálta az NDH kormányát. A felkelők kezdetben kommunisták és szerb nacionalista csoportok keverékei voltak, de a partizánok és a csetnikek között hamarosan szakadások és belharcok törtek ki. A partizánok az összes etnikai csoport egységét hirdették, és ellenezték a csetnikek gyilkosságait, a területek muszlimoktól és horvátoktól való etnikai alapú megtisztítását. 1942 elején a csetnikek már sok partizánparancsnokot öltek meg Boszniában, és a partizánok elleni közös harc érdekében szövetségeket kötöttek az usztasákkal.

Szlovéniát Németország, Olaszország és Magyarország osztotta fel egymás között, és kiutasításokkal, etnikai tisztogatással és erőszakos asszimilációval a szlovéneknek mint etnikumnak a teljes kiirtását tűzték ki célul. A náci Németország azt tervezte, hogy 260 000 szlovént, vagyis a szlovének egyharmadát kiutasítják az általuk megszállt területekről, de végül körülbelül 80 000-et utasítottak ki. Az elnyomás elősegítette a fegyveres ellenállás terjedését. A kommunisták vezette ellenállás 1941 júliusában kezdődött. A tengelyhatalmak hatóságai a helyi kollaboráns, antikommunista egységeket támogatták. 1943-ban ezeket az egységeket a Szlovén hadseregben egyesítették Erwin Rösener SS-tábornok parancsnoksága alatt, aki közvetlenül Himmlernek jelentett. A szlovén honvédség esküt tett, hogy az SS-szel, a Führer vezetése alatt harcol a kommunista partizánok, valamint szovjet és nyugati szövetségeseik ellen. Olaszország a megszállt területeken koncentrációs táborokat állított fel, amelyek közül a legnagyobb a rabi koncentrációs tábor volt. Becslések szerint 40 000 szlovén ment keresztül ezeken a táborokon, akik közül 7 000 halt meg. A háború során mind a kommunista vezetésű egységek, mind a kollaboráns erők kölcsönösen terrort gyakoroltak egymás támogatóval szemben.

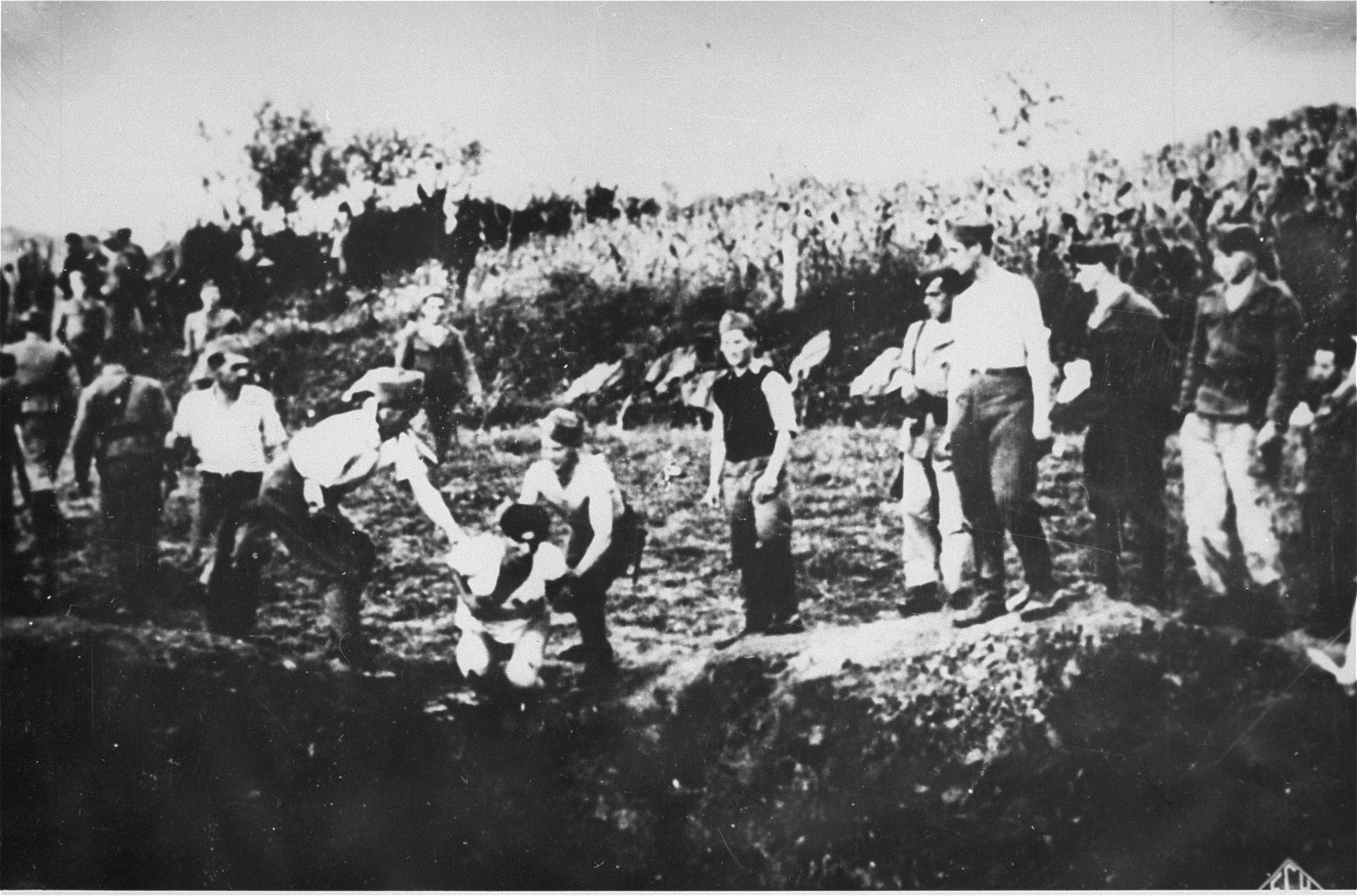
Foglyok kivégzése a jasenovaci tábor közelében.

Szlovénia területén összességében mintegy 83–84 000 ember vesztette életét a háború formális befejezéséig, túlnyomó többségüket a megszálló erők ölték meg. Körülbelül 13 200 katona és civil halt meg a szlovének közti konfliktusban, a kollaboránsok körülbelül 6 000, a partizánok pedig 6700 ember haláláért felelősek. A közel 30 000 megölt szlovén civil közül a partizánok 4233 civil haláláért voltak felelősek, míg a szlovén hadsereg önálló akciókban vagy a megszálló erőkkel együttműködve 1236 civil halálát okozta. Ez utóbbi szám nem tartalmazza azokat a civileket, akiket szlovén kollaboránsok adtak át a megszálóknak, és akiket azok koncentrációs táboraiban öltek meg vagy ott haltak meg (a szlovén kollaboránsok például listákat állítottak össze a szlovén politikai foglyokról, és segítettek a náci koncentrációs táborokba való deportálásukban.)
Szerbiát Németország, Olaszország, Magyarország, Bulgária és az NDH szállta meg és osztotta fel. Rump szerb területet a Milan Nedić vezette polgári bábkormány segítségével német katonai igazgatás alá helyezték. A szerbiai nagy, kommunisták által vezetett felkelésre válaszul a német katonaság mindössze két hónap alatt 30 000 szerb civilt és zsidót végzett ki. Az első ellenállási mozgalom a Jugoszláv Királyi Hadsereg maradványai, a szerb monarchista csetnikek voltak. A csetnikeket Draža Mihailović vezette, és a jugoszláv emigráns kormány is elismerte őket.Míg a csetnikek hosszú távú céljaikat tekintve tengelyellenesek voltak, és korlátozott ideig marginális ellenállási tevékenységet folytattak, később a háború szinte teljes ideje alatt együttműködtek a megszálló erőkkel. A csetnikek partnerek voltak a Jugoszláviában a második világháború alatt lezajlott terrorban és terrorelhárításban. A kommunista partizánok és támogatóik elleni terrort ideológiai alapon gyakorolták. A csetnikek Nagy-Szerbia létrehozására törekedtek azzal, hogy a háború utáni államukba beépítendő területeket megtisztították a nem szerbektől, főként a horvát és muzulmán lakosságtól. Ebben az időszakban népirtást hajtottak végre a muszlimok és horvátok ellen. Žerjavić becslése szerint a csetnikek összesen 18 000–32 000 horvátot és 29 000–33 000 muszlimot öltek meg.

Amíg a Molotov–Ribbentrop-paktum érvényben volt Németország és a Szovjetunió között, Jugoszlávia Kommunista Pártja (KPJ) nagyrészt inaktív maradt. Ebben az időszakban a Szovjetunió baráti kapcsolatokat ápolt Németországgal, és fontolóra vette az NDH elismerését. A Szovjetunió 1941-es náci invázióját követően a kommunista vezetésű jugoszláv partizánok felkelést robbantottak ki. A partizán erők legfelsőbb parancsnoka Josip Broz Tito volt.

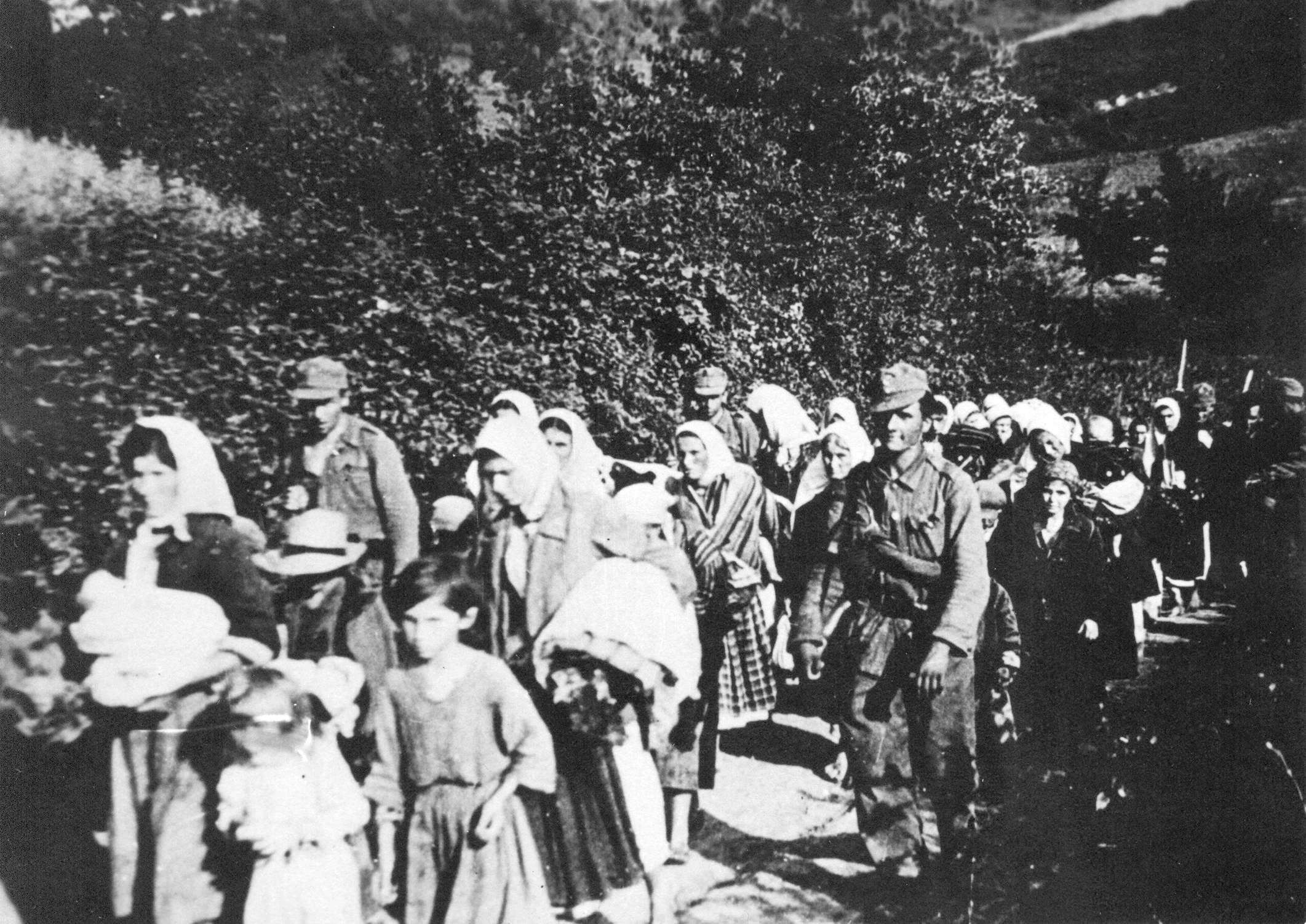
Usztasák kísérnek elfogott civileket Bosanska Dubnicánál, a Kozara-hegységben 1942-ben

A kommunista vezetés a háborút a proletárforradalom lehetőségének és a szovjet típusú totalitárius rezsim megteremtése lehetőségének tekintette. 1942 első feléig, a „vörös terrornak” nevezett időszakban, egységeik az osztályellenségnek vélt ellenségek tömeges meggyilkolásával foglalkoztak, de ez a politika veszélyeztette össznépi támogatásukat. A vezetés ezután megváltoztatta ezt a megközelítést, és egészen a háború utáni időszakig kevésbé összpontosított az osztályharcra.
A két fő ellenálló haderő, a csetnikek és a partizánok, kezdetben együttműködtek a tengelyhatalmak ellen, de együttműködésük hamar megszakadt, és egymás ellen fordultak. A csetnikeknek a tengellyel való együttműködése miatt a szövetségesek támogatása a partizánok oldalára tolódott el. 1943-ban a szövetségesek hivatalosan elismerték a partizánokat szövetséges harci erőként. Winston Churchill külön kiemelte a partizánok erejét és fontosságát, és azt tanácsolta a jugoszláv kormánynak, hogy kössön megállapodást Titóval, akinek erői minden etnikai csoport körében elismerést váltottak ki.

## A háború vége
A szovjet szárazföldi csapatok belgrádi offenzívájának kezdete és a szövetséges logisztikai támogatás lehetővé tette a partizánok számára, hogy fokozzák támadó akcióikat. 1944 végére a Vörös Hadsereg segítségével megszerezték az ellenőrzést Szerbia, Észak-Macedónia, Montenegró és Dalmácia felett. A német csapatok Nedić csapataival együtt visszavonultak Szerbiából. A Szerémségben a Wehrmacht és a HOS új frontot hozott létre, hogy biztosítsa a német E hadseregcsoport visszavonulását a Balkánról. Miután megszerezték a Szerbia feletti ellenőrzést, a partizánok tömegesen mészárolták le a hadifoglyokat és német nemzetiségű lakosságot. A kommunista vezetés politikai döntést hozott a náci bűnökért kollektívan felelősségre vont német nemzeti kisebbség kiutasításáról és vagyonának elkobzásáról. Németország megpróbálta a teljes német lakosságot Jugoszláviából a Birodalomba evakuálni, de 1944 végén még mindig körülbelül 150 000 német tartózkodott a partizánok által irányított Vajdaságban. 1945 májusára a legtöbbjüket a régió több mint 40 koncentrációs táborába internálták, amelyekben a mostoha kölrülmények miatt körülbelül 46 000-en haltak meg.

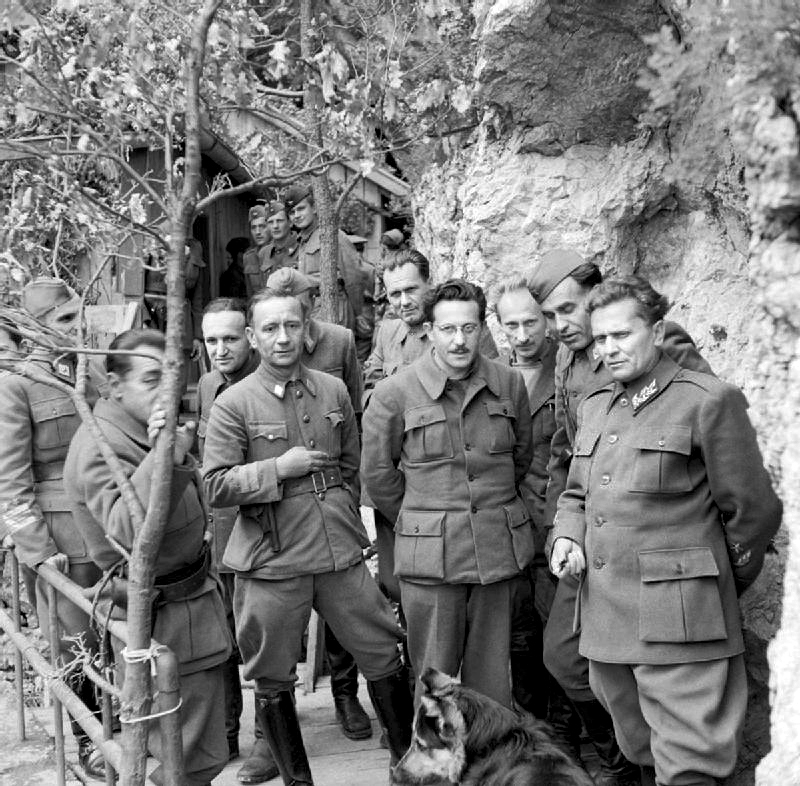
Tito és vezérkara 1944-ben Drvarnál.

1944 májusában a szovjet NKVD mintájára Tito megalapította Népvédelmi Osztály (Odjeljenje za zaštitu naroda, rövidítve: OZNA) néven ismert hírszerző szolgálatát. Az OZNA a katonai hírszerző szolgálat és a Kommunista Párt politikai titkosrendőrségének feladatait látta le. 1944 augusztusában megalapította a Jugoszlávia Népi Védelmi Hadtestének (Korpus narodne odbrana Jugoslavije, rövidítve: KNOJ) elnevezésű katonai egységet, amelynek kifejezett feladata a „csetnikek, az usztasák, a fehérgárda és más népellenes bandák felszámolása” volt.
A partizánok számának növekedésével, akik a horvátok számára Horvátország nemzeti érdekeit szolgáló alternatívát biztosítottak, valamint az usztasák és a náci német hatóságokkal szembeni általános elégedetlenség miatt az NDH-nak komoly nehézségei támadtak a hadsereg mozgósításában. Amikor 1944 augusztusában az Ante Pavelić elleni államcsíny, a Lorković–Vokić-összeesküvés elbukott, az összeesküvőket letartóztatták vagy kivégezték. A fő szervezők az NDH-t a szövetségesek oldalára akarták állítani. Az összeesküvés felszámolása további demoralizációt okozott. A háború előrehaladtával az NDH fegyveres erőinél, különösen a reguláris hadsereg körében nőtt a dezertálási arány.

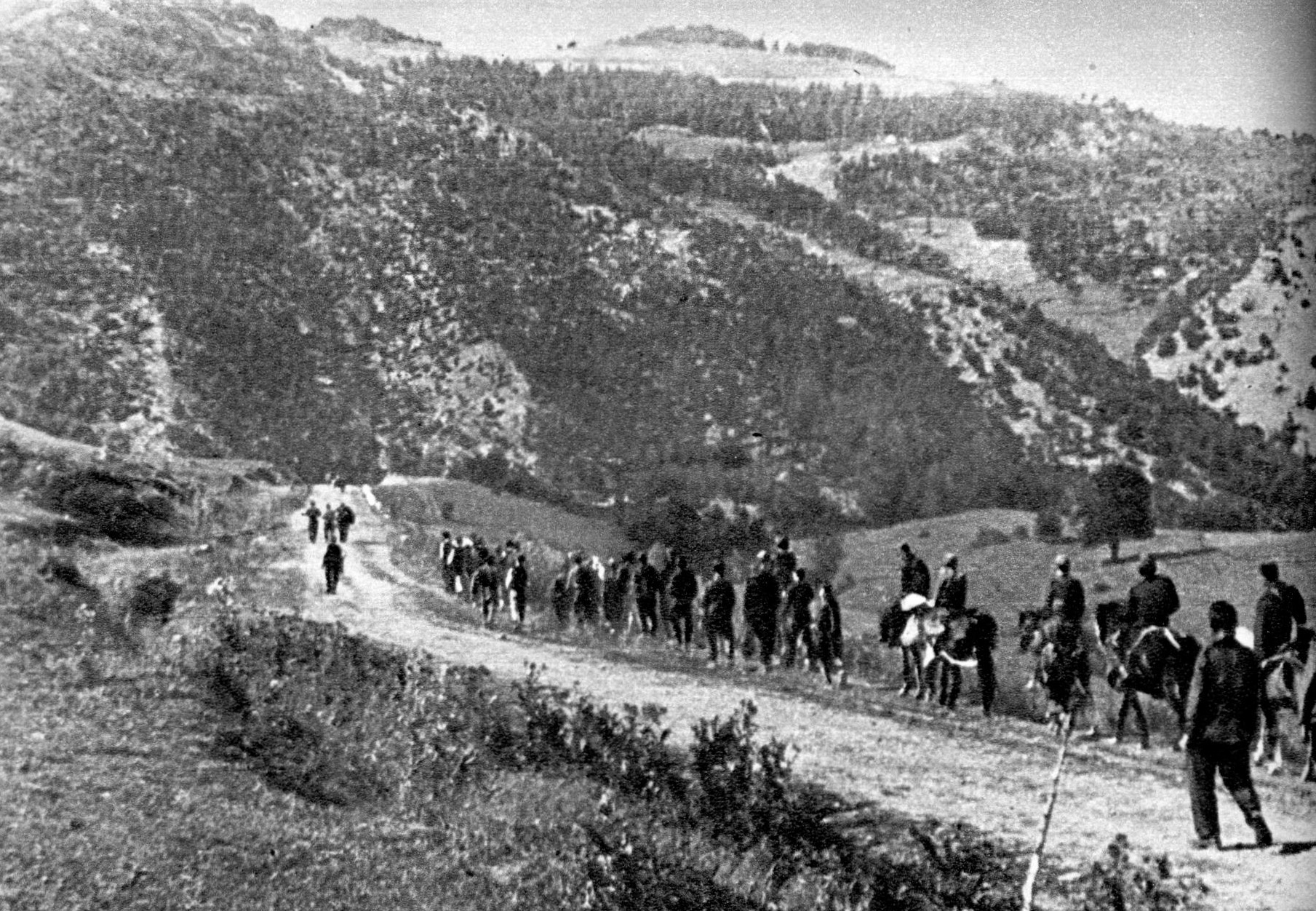
Partizánok menete a Ravna gorában 1944 augusztusában.

1944. augusztus 30-án Tito amnesztiát ajánlott fel a horvát és a szlovén honvédeknek, valamint a csetnikeknek, ha úgy döntenek, hogy szeptember 15-ig átállnak a partizánok oldalára. Szeptember 15. után mindenkit, aki nem állt át, „népbíróság” elé kellett állítani. A határidő lejárta után is többször megismétlődött a hasonló felhívás. Egyes esetekben a horvát honvédeket annak ellenére gyilkolták meg, hogy átálltak a partizánok oldalára. Azon a napon, amikor az amnesztia lejárt, Tito utasította beosztottjait, hogy továbbra is fogadják a kései disszidálókat. Egy nappal korábban II. Péter király is felszólította a csetnikeket, hogy álljanak át a partizánokhoz. Ezt a csetnikek nagyarányú disszidálása követte a partizánokhoz.
A Független Horvát Állam fegyveres erőit (HOS) 1944 novemberében szervezték át, azzal a céllal, hogy egyesítsék az Usztasa és a Horvát Honvédség egységeit. A partizánok bánásmódja a horvát honvédség hadifoglyaival szemben a háború során viszonylag jóindulatú volt. Nevetségessé tették ugyan az elfogott katonákat, de utána hazaküldték őket, ha nem akartak csatlakozni a felkeléshez. 1945. január 13-án Pavelić elrendelte, hogy a honvédség egyesüljön az Usztasa hadseregével, és így 280 000 főre becsülhető haderőt hozott létre.

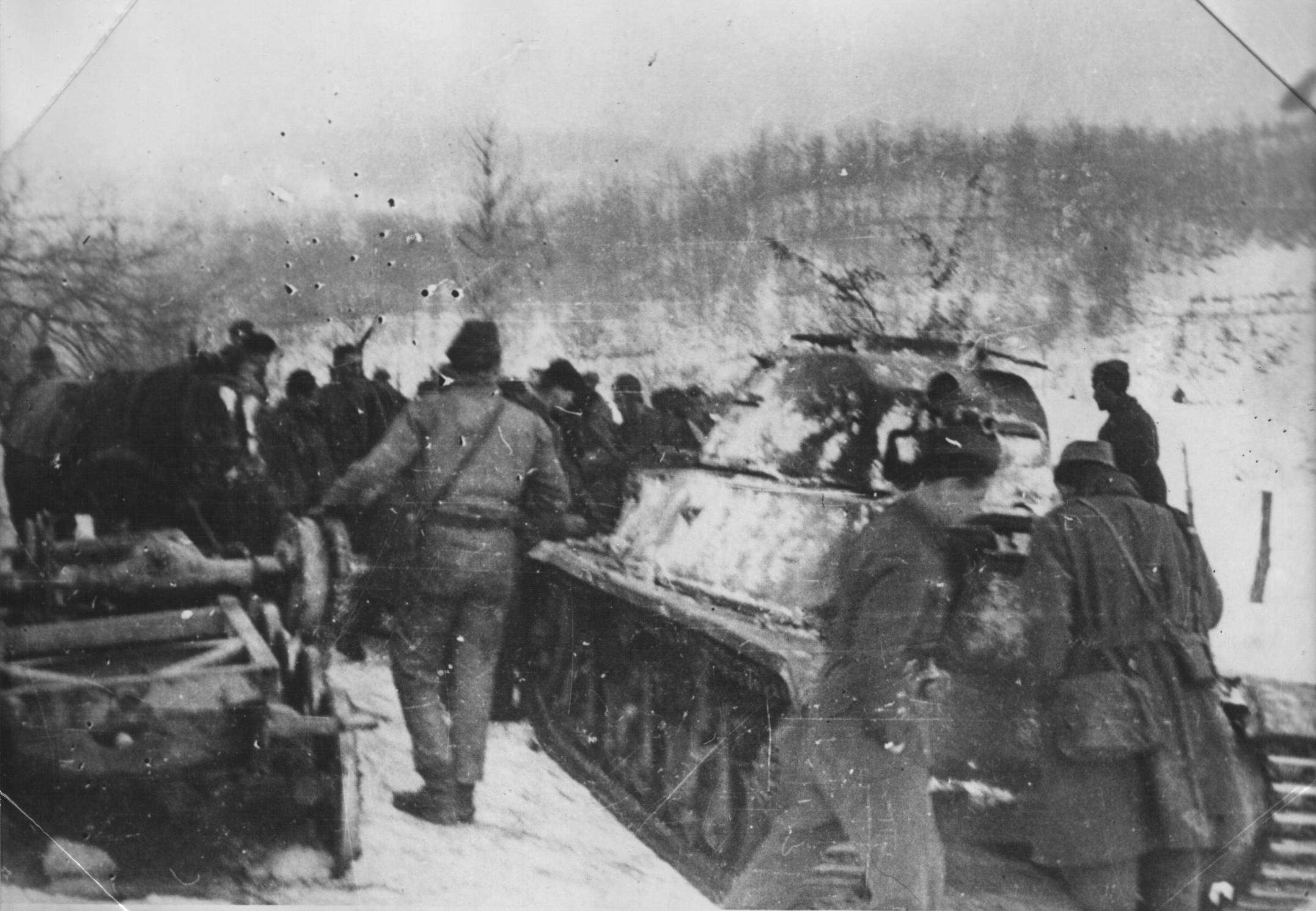
Az V. hadtest csapatai Travniknál 1944-ben.

Néhány csetnik egység, mint például Momčilo Đujić Dinara hadosztályának tagjai, továbbra is együttműködtek a tengelyhatalmakkal. Đujić csapatai a németekkel és a HOS-szal együtt harcoltak a 8. dalmát hadtest ellen 1944 végén a knini csatában. A csata partizánok győzelmével végződött, és a Dinara hadosztály megkezdte a visszavonulást Szlovéniába. Pavelić parancsot adott ki, hogy biztosítsák Đujić csapatainak biztonságos átjutását, és a hadmozdulatokra vonatkozóan utasításokat adott számukra. Mivel az út a partizánok által birtokolt területen át vezetett, és Đujić korábbi tapasztalatok miatt nem bízott Pavelićben (az Usztasa az NDH-n áthaladó csetnikeket gyilkolt meg), a helyi Wehrmacht parancsnokaival egyetértésben egy másik utat választott.
A szlovén honvédséget 1944-re Rösner SS-tábornok hatékony harci erővé alakította, és abból a céálból, hogy nyitva tartsák a létfontosságú német utánpótlási és kivonulási útvonalakat közösen jelentős offenzívákat indítottak a partizánok ellen. A szlovén áldozatok száma az egekbe szökött, és közülük is messze a legtöbbet a szlovén partizánok szenvedtek. Egyedül 1944–1945-ben több mint 20 000 partizán halt meg. 1944 szeptemberében a nyugati szövetségesek felszólítására a londoni száműzetésben lévő jugoszláv kormány szlovén tagjai felszólították a szlovén honvédséget, hogy fogadjon hűséget a partizánoknak, a szlovén hadsereg azonban folytatta a harcot a német oldalon. 1945 márciusában a szlovén kollaboráns vezetők, Leon Rupnik és Rožman püspök katonai-politikai szövetséget javasoltak Ante Pavelić usztasa vezérnek és a csetnikeknek a partizánok elleni harc folytatása érdekében.

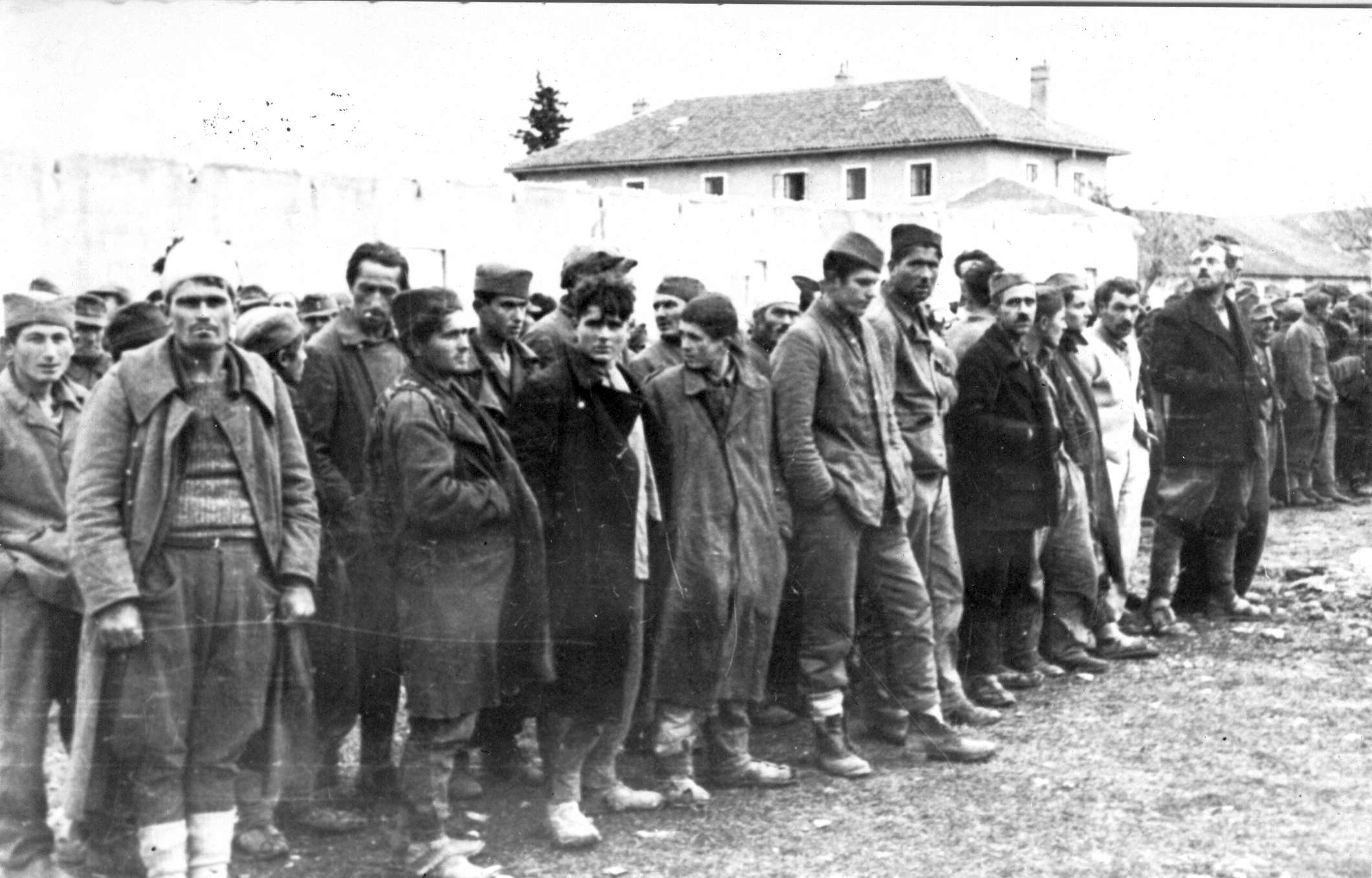
Elfogott németek, csetnikek és usztasák a Kninért vívott csata után

1945-re a jugoszláv partizánokat már Jugoszláv Néphadsereg néven ismerték, és öt tábori hadseregbe szervezve több mint 800 000 embert számláltak. Ők vették üldözőbe a legyőzött német és NDH csapatok maradékát. 1945 márciusában a 4. jugoszláv hadsereg Likán, a horvát tengerparton és a Kvarner-öblön keresztül nyomult előre. Bosznia-Hercegovina nagy része már április végén partizán kézen volt. Április 12-én a szerémi front is összeomlott, és az 1. és 3. hadsereg Szlavónián keresztül nyugatra nyomult előre. Csak az NDH északnyugati része, Zágrábbal a központban maradt az NDH hatóságok ellenőrzése alatt. Számos menekült gyűlt össze ott az NDH más részeiről is. A HOS fogságba esett katonái, valamint több ezer feltételezett civil politikai ellenfél ellen a partizánok tömöges megtorlást hajtottak végre.

## A tengelyhatalmak visszavonulása
A szerémségi front 1945 áprilisi összeomlása felgyorsította a Balkánról 1944 októbere óta visszavonuló német csapatok kivonását. A németekhez hasonlóan az NDH erői sem akarták megadni magát a Vörös Hadseregnek, illetve a jugoszláv partizánoknak. Erőik Szlovénián keresztül vonultak vissza, hogy elérjék a jugoszláv–osztrák határt, és megadják magukat az Olaszországból északra előrenyomuló brit erőknek. A nagyszabású visszavonulást, bár ennek semmi stratégiai haszna nem volt, hiszen nem nyújtott életképes perspektívát az egész lakosság számára, az NDH hatóságai szervezték. Az NDH-kormány május 3-án döntött a visszavonulás megszervezéséről. Ugyanezen a napon a pártellenes erők által 1944 októberében létrehozott Szlovén Nemzeti Tanács parlamentet hívott össze Ljubljanában és kikiáltotta a Jugoszláv Királyságon belüli szlovén államot. A szlovén honvédség és más antikommunista erők a Mihailović jugoszláv hadseregének részeként létrejött Szlovén Nemzeti Hadsereghez csatlakoztak. A parlament felszólította a partizánokat és minden szlovént, hogy hagyjanak fel az ellenségeskedéssel, és a nyugati szövetségesekhez fordult segítségért. A parlament elrendelte a visszavonulást Ausztriába, ahol azt remélték, hogy a britek majd befogadják őket hadifogolyként vagy szövetségesként a szovjetek és a partizánok elleni harcban.

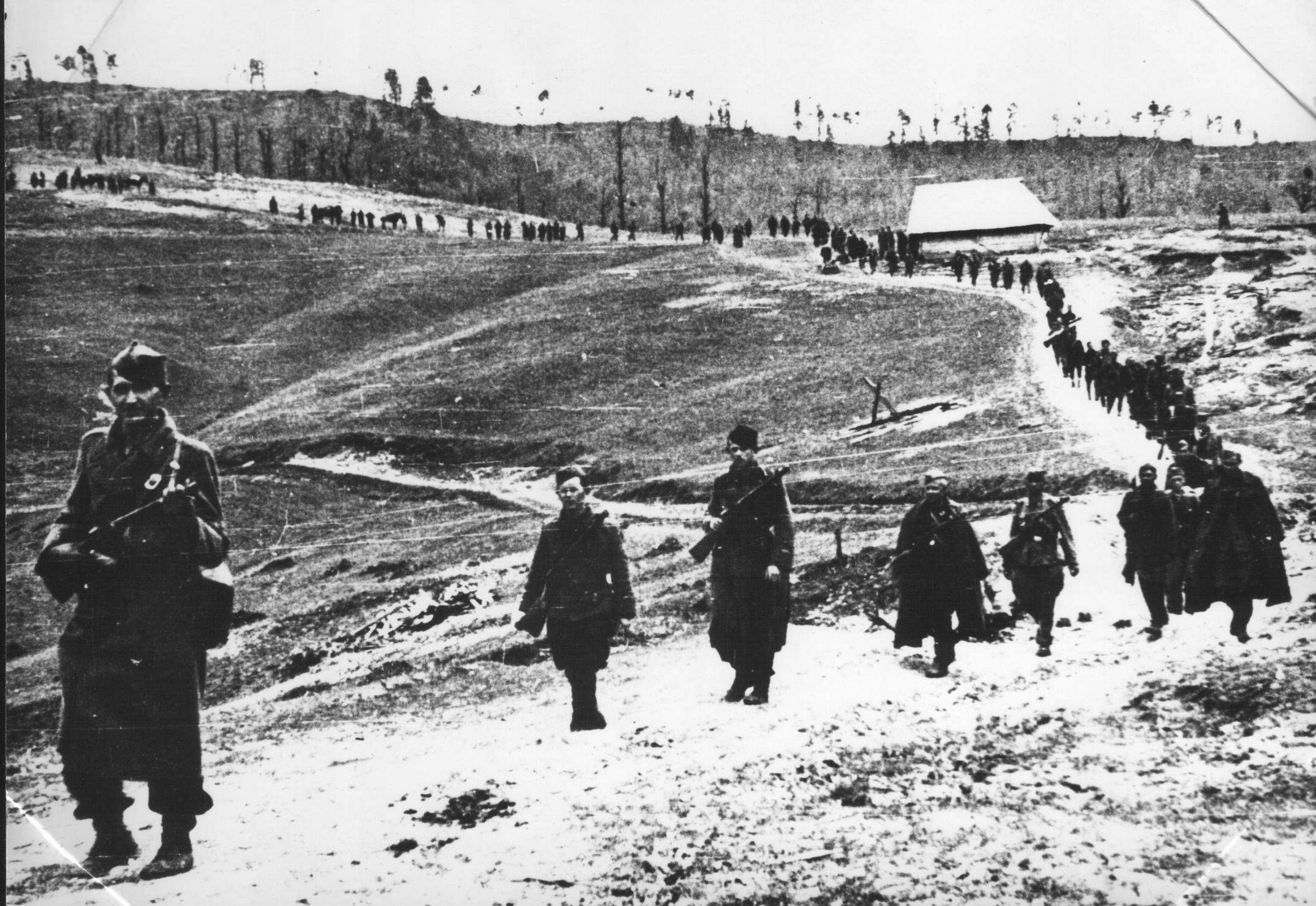
Előrenyomuló partizánok a Lika-hegységben 1945-ben.

Az NDH és a szlovén politikai és katonai vezetés egyes tagjai úgy vélték, hogy a nyugati szövetségesek kommunistaellenes erőként használják fel őket, valamint támogatják őket Jugoszláviába való visszatérésben és a hatalom visszaszerzésében. Gregorij Rožman szlovén püspök a szövetségesekhez fordult, hogy foglalják el Szlovéniát, és akadályozzák meg a kommunisták hatalomátvételét. Az NDH vezetése eltörölte a faji törvényeket, és május 6-án együttműködést ajánlott a szövetségeseknek, de mindezek az erőfeszítések kudarcot vallottak. Míg az NDH vezetése a civilek visszavonulását szervezte, hogy alátámassza állításait, miszerint a jugoszláv kommunisták ártatlan polgári áldozatokra vadásznak, a civilek hatalmas száma lelassította a visszavonulást, és lehetetlenné tette a szövetségeseknek való megadást. Egyes megfigyelők úgy vélték, hogy a kormány a civileket emberi pajzsként használja az usztasák ellen. A jelentések szerint a civil menekültek többsége kommunistaellenes nézeteket vallott, vagy félt a megtorlástól.
A tengelyhatalmak erőit a jugoszláv partizánhadsereg három hadosztálya üldözte. A jugoszláv 4. hadsereg egyes egységeinek már a visszavonuló hadoszlopok előtt, illetve velük egy időben sikerült Karintiába eljutni. A 3. és 4. hadsereg további hadosztályait küldték a területre, hogy elfoglalják Dél-Karintiát és megakadályozzák a tengely erőinek visszavonulását. Az 1. és 2. hadsereg Celje közelében megállt, míg a 3. hadsereg tovább nyomult a visszavonuló oszlopok üldözésére. 1945. május 6-án az NDH kormánya elmenekült Zágrábból, és május 7-én elérte az ausztriai Klagenfurt melletti helyszínt. Pavelić és a katonai vezetés május 7-én este hagyta el Zaprešićet azzal a szándékkal, hogy csatlakozzon az ausztriai NDH rezsim többi tagjához. Ezt követően az NDH vezetőségének nagy része, köztük Pavelić, még május elején Nyugat-Európába, majd onnan Latin-Amerikába szökött. A partizánok csak néhány magas rangú NDH-tisztet fogtak el.

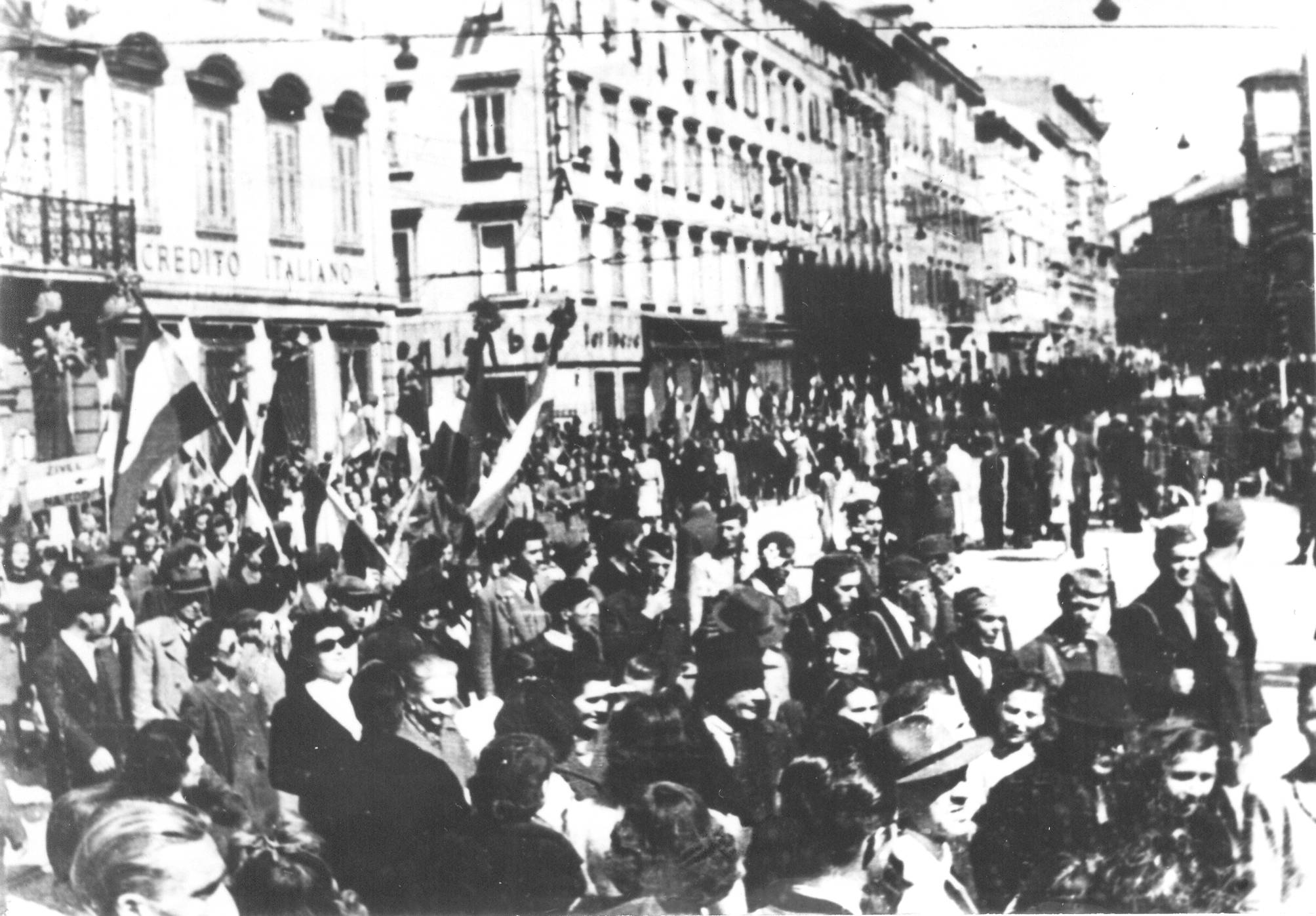
A 29. hercegovinai hadosztály harcosai a felszabadított Triesztben 1945 májusában

Zágrábot az NDH hadserege 1. hadosztályának, valamint a 41. és 181. német hadosztálynak a részei védték, amelyeket a Sveti Ivan Žabno és Ivanić-Grad közötti befejezetlen megerősített „Zvonimir vonal” mentén helyeztek el. A jugoszláv 1. hadsereggel vívott heves csata május 5-től 8-ig tartott. Az 1. Proletár Dandár 1240 napos történetének legvéresebb napja május 7-e volt, amikor a Vrbovecért vívott harcokban 158-an haltak meg és 358-an sebesültek meg. A HOS, a Szlovén Honvédség és a Német Hadsereg E csoportja mellett más katonai egységek is visszavonultak. A Szerb Nemzeti Gárda maradványai, a Szerb Önkéntes Hadtest két ezrede és a csetnikek egy csoportja május 5-én az olasz–jugoszláv határ közelében megadta magát a briteknek. Ezeket az egységeket nem küldték vissza Jugoszláviába. A Montenegrói Nemzeti Hadsereg, amelyet 1945 áprilisában Sekula Drljević alakított az NDH kormányának támogatásával a horvát erőkkel együtt vonult vissza. Az 1943 óta Jugoszláviában állomásozó XV. Kozák SS lovashadtest orosz kozákjainak ezrei is visszavonultak Ausztriába.
1945. május 7-én Németország feltétel nélkül megadta magát a szövetséges hatalmaknak, ami a második világháború gyakorlati végét jelentette Európában. A német megadás a jugoszláviai német Wehrmacht-erőkre, valamint más német irányítás alatt álló fegyveres erőkre, például a horvát fegyveres erőkre is vonatkozott. Ez általában azt jelentette volna, hogy május 8-án nekik is be kellett volna fejezniük tevékenységüket, és ott kellett volna maradniuk, ahol a kapituláció híre találta őket. Az NDH katonasága azonban Pavelić parancsnoksága alá került. Amikor ugyanis a németek magukat megadni készültek, Alexander Löhr tábornok, az E hadseregcsoport főparancsnoka május 8-án átadta Pavelićnek a horvát erők irányítását. Pavelić parancsot adott ki Rogaška Slatinától, hogy csapatai ne adják meg magukat a partizánoknak, hanem meneküljenek Ausztriába, és hajtsák végre az NDH kormányának május 3-i, Ausztriába menekülésről szóló határozatát. Németország kapitulációját követően Tito május 9-én a Belgrádi Rádióban beszédet mondott, amelyben minden fegyveres kollaboránst megadásra szólított fel, és „könyörtelen válaszlépéssel” fenyegette meg a civileket és a hadsereget, ha megtagadják ezt.

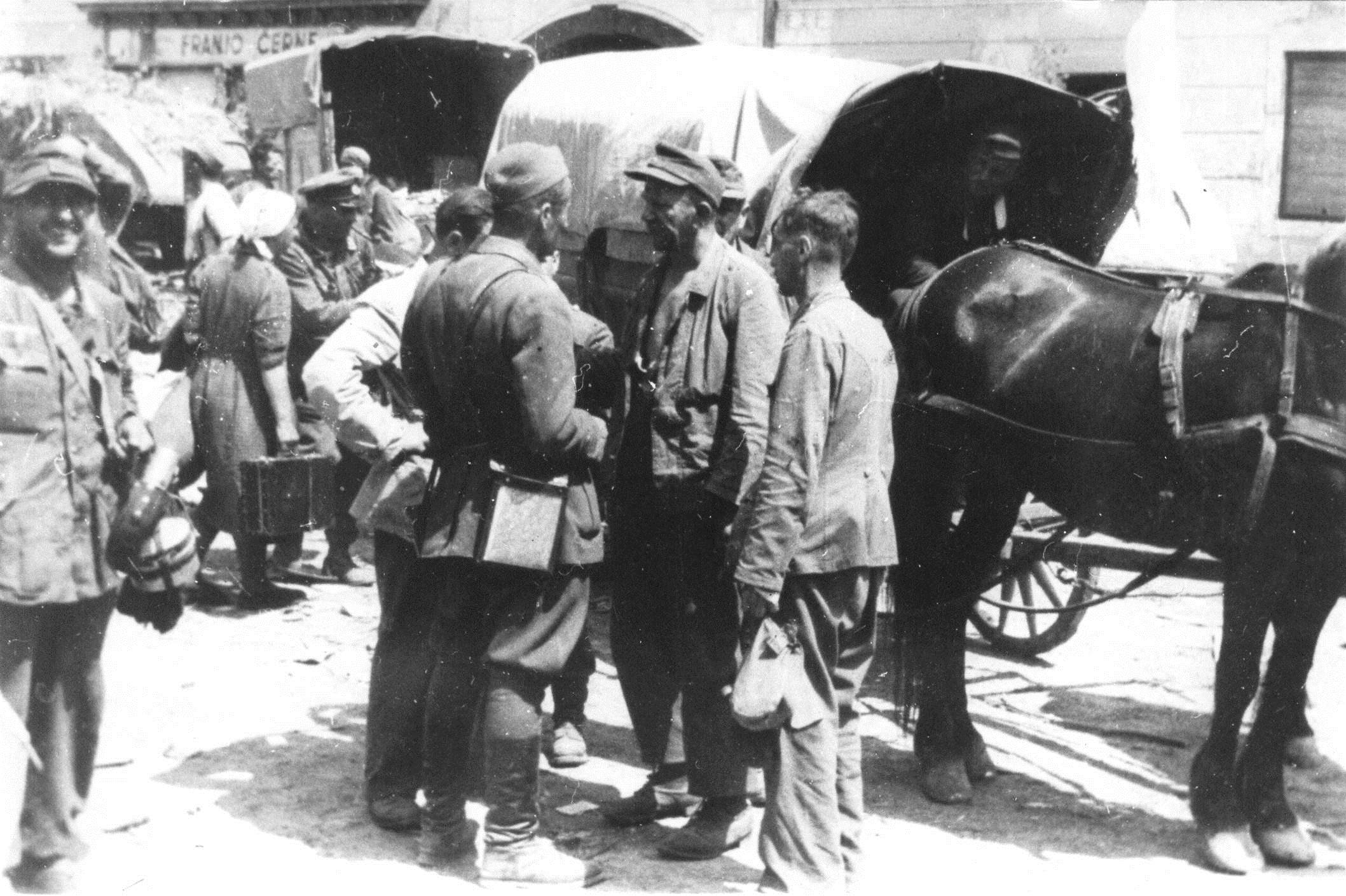
A 9. montenegrói rohamdandár katonái Zidani Mostban 1945 májusában.

A német és a HOS csapatok nagy része május 8-ára kivonult Zágrábból, és a partizán 1. és 2. hadsereg egységei vették át az irányítást. Viszonylag kevés ütközet és áldozat volt a városban. Az 1. hadsereg arról számolt be a vezérkarnak, hogy Zágráb elfoglalása során 10 901 ellenséges katonát öltek meg, és 15 892-t ejtettek fogságba anélkül, hogy megjelölte volna azokat a csatákat, amelyekben ezek az áldozatok voltak. Ugyanezen a napon a jugoszláv 3. hadsereg 51. vajdasági hadosztályának főhadiszállása utasította egységeit, hogy tekintsenek ellenséges személynek minden olyan erőt, amely aznap éjfél után is folytatja ellenállását, és amely nem volt része a szervezett kapitulációval rendelkező egységeknek, továbbá akik nem rendelkeztek hadifogoly státusszal, azokat „banditákként” kezeljék. A német kapituláció akadályozta a Horvátországból észak felé menekülő hadoszlopok haladását. Május 9-re a partizán erők bevonultak Mariborba, ami elzárta a menekülési útvonalat. Május 10-én átvették az irányítást Celje felett is, de nem voltak elegendőek a Dravograd felé menekülő ellenséges oszlopok megállításához.

### Menekülési útvonal Klagenfurt-Viktring felé
A szlovén honvédség és a szlovén civilek elsősorban a Loibl-hágót használták. Körülbelül 30 000 katona, köztük 10 000-12 000 szlovén honvéd, 10 000 német, 4000 szerb, 4000 orosz és 6000 szlovén civil vonult vissza Ausztriába. A Loibl (Ljubelj) felé vezető út zsúfolt volt megrakott autókkal, teherautókkal, kocsikkal és lovaskocsikkal. A partizánokkal vívott harcok is lassították a visszavonulást. A Loibl-hágón való áthaladás után az oszlopok a hollenburgi Dráva-híd felé tartottak. A britek a hídtól északra helyezkedtek el. A hidat német katonák őrizték, és május 7-én a partizánok megtámadták. Másnap megérkezett a partizánerősítés, amely Ferlach és Hollenburg között útakadályt állított, miközben a 4. gépesített hadosztály és a 4. hadsereg 26. hadosztályának egységei nyugat felől közeledtek Ferlachhoz. A visszavonuló csapatokat, akik megpróbálták átverekedni magukat a blokádokon civilek vették körül. A német megadási parancsnak megfelelően néhány német csapat a Rosental-völgyben megadta magát a partizánoknak.

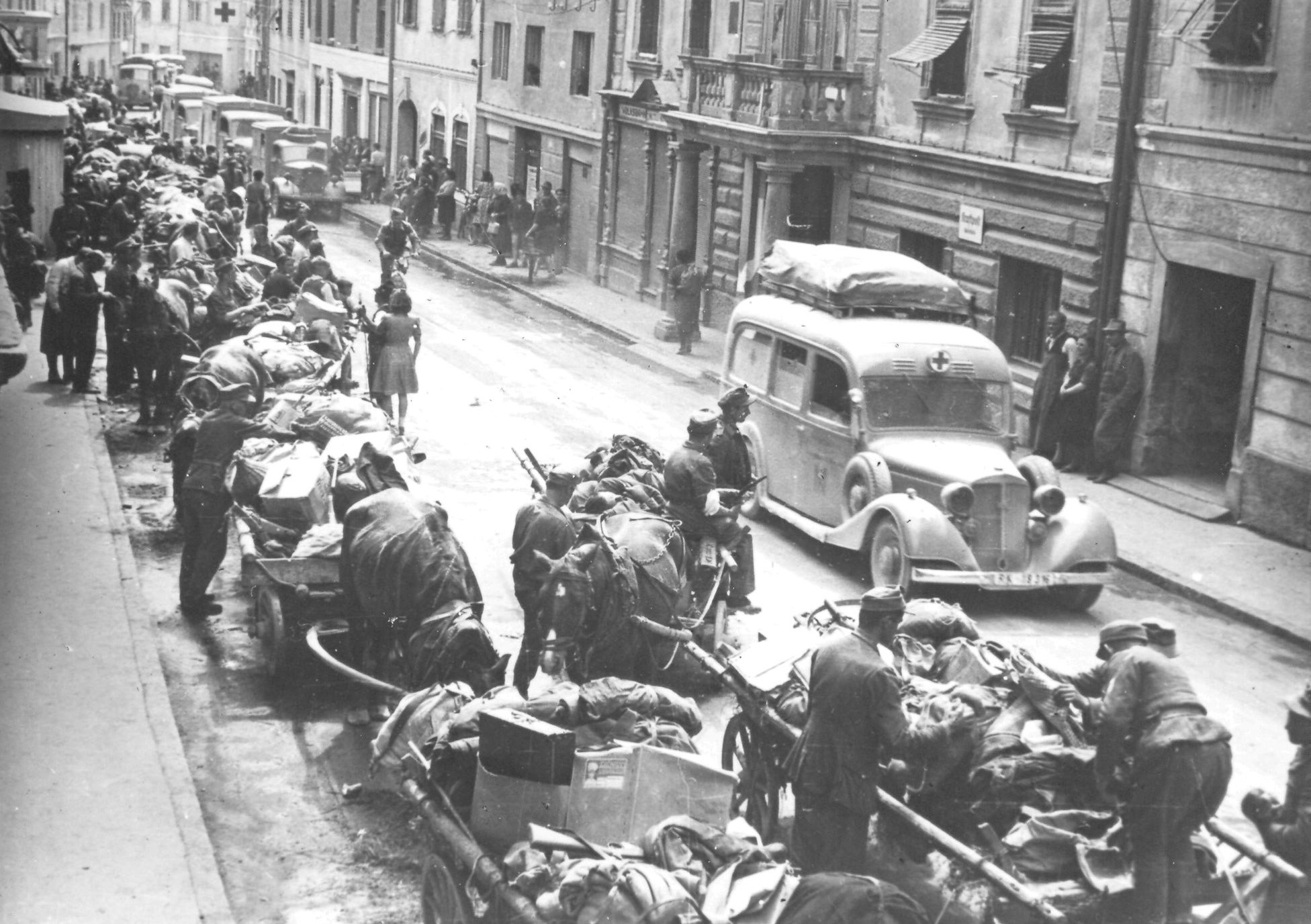
A németek és szlovén honvédek visszavonulása Tržicen át

Május 10-én megtörtént a fő áttörési kísérlet. A támadást a Vuk Rupnik őrnagy vezette szlovén honvédség, valamint a "Prinz Eugen" 7. SS-hadosztály és az SS rendőregységek hajtották végre. Rádiókapcsolat jött létre a britekkel, akik készek voltak befogadni őket, ha átkelnek a Dráván. Május 11-én a szlovén honvédség és az SS-csapatok gyalogos támadást indítottak Ferlach városa ellen, és estére bevették azt. A partizánok 180 áldozatról számoltak be. A környéken maradt partizán egységeket visszaverték, és a csapatok, valamint a menekültek hadoszlopa átkelt a Dráván. A britek a Klagenfurt melletti Viktring táborba vitték őket. Május 14-re a szlovén honvédség összes egysége megadta magát a briteknek.

### A bleiburgi menekülési útvonal
A horvát csapatok és civilek többnyire Mežica és Bleiburg felé, illetve a Kamniki-Alpokon át az ausztriai Jaun-völgy felé menekültek. A horvát főoszlop Zidani Most, Celje, Šoštanj és Slovenj Gradec városain haladt keresztül. Május 11-én az oszlop élcsapata elérte Dravogradot. A Dráva folyón átívelő hidakat elbarikádozták a bolgár egységek, amelyek május 9-én érkeztek a területre. Május 11–12-én Vjekoslav Servatzy és Vladimir Metikoš tábornok megbeszéléseket folytatott bolgár tábornokkal, hogy engedélyezzék a horvát hadoszlop Ausztriába való átjutását. A megbeszélések eredménytelenek voltak, de a bolgárok azt javasolták, hogy induljanak Prevalje és Bleiburg irányába, amit az oszlop meg is tett. Bleiburg mintegy négy kilométerre északnyugatra volt Ausztria és Jugoszlávia határától. Az oszlopok gyenge, illetve nem védett részeit megtámadták a partizánok. Május 12-én a Politika a jugoszláv hadsereg Mariborban, Zidani Mostban, Bledben, Jesenicében és másutt elfogott 15 700 hadifoglyáról szóló jelentését közölte. Május 13-án több mint 40 000 fogolyról számoltak be, akiket Rogaška Slatina, Celje, Velenje, Šoštanj, Dravograd vidékén és másutt fogtak el.

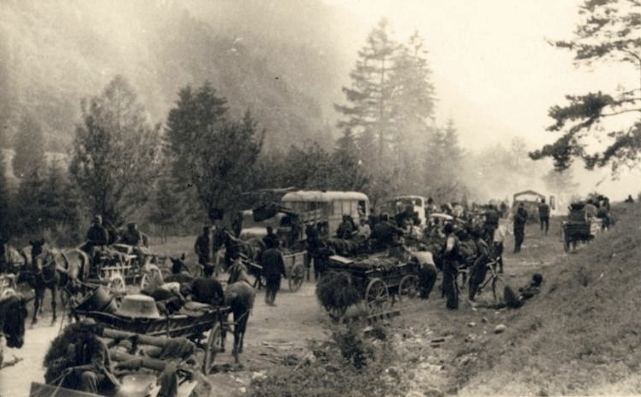
Menekültek menetoszlopa Celje közelében.

A főoszlopot az ún. „dravogradi zsebben” vették körül. A horvát fegyveres erőknek Dravogradtól délre, öt kilométer hosszúságú egyenes vonalban voltak a tüzérségi állásai, ahonnan tarackokkal lőtték a jugoszláv partizánhadsereg állásait. Május 13-án éjjel a HOS elit gyalogsági egységeinek Rafael Boban tábornok parancsnoksága alatt sikerült áttörniük a partizánblokádot, és az oszlop Ravne na Koroškemen és Poljanán át nyugat felé haladt Bleiburg felé. Május 14-én nagyszámú horvát katona és civil érkezett a bleiburgi mezőre. A 38. (ír) gyalogdandár főhadiszállását Bleiburgban állították fel, amely május 12-én foglalta el a várost, míg az 5. hadtest többi tagja Klagenfurtban állomásozott.

## A bleiburgi megadás
A HOS-csapatok főcsoportja és a horvát civilek május 15-én értek a bleiburgi mezőre. Ők vezették azt a 45-65 kilométer hosszú, katonákból és civil menekültekből álló oszlopot, amely mintegy 25-30 ezer embert számlált. A katonák az NDH hadsereg különböző ágaiból, köztük a légierő egységeiből álltak. Legtöbbjük a helyi vasúti töltés közelében táborozott. A montenegrói nemzeti hadsereget a töltéstől keletre helyezték el. Jugoszláv területen még mindig mintegy 175 000 ember tartózkodott, akik szintén Bleiburg felé indultak. Ugyanezen a napon tárgyaltak a bleiburgi várban a HOS, a jugoszláv partizánhadsereg és a britek képviselői. A tárgyaláson brit részről a 38. (ír) gyalogdandár parancsnoka, Thomas Scott dandártábornok, míg horvát részről a küldöttség vezetője Ivo Herenčić usztasa gyalogsági tábornok az V. usztasa hadtest parancsnoka és egy fordító, Danijel Crljen ezredes vett részt. A partizánok képviselői között volt Milan Basta vezérőrnagy, az 51. vajdasági hadosztály politikai biztosa és Ivan Kovačič Efenka alezredes a 14. támadóosztálytól. Az NDH katonai képviselői megpróbáltak tárgyalni a briteknek való megadásról, de a végül a jugoszláv hadseregnek kellett megadni magukat.

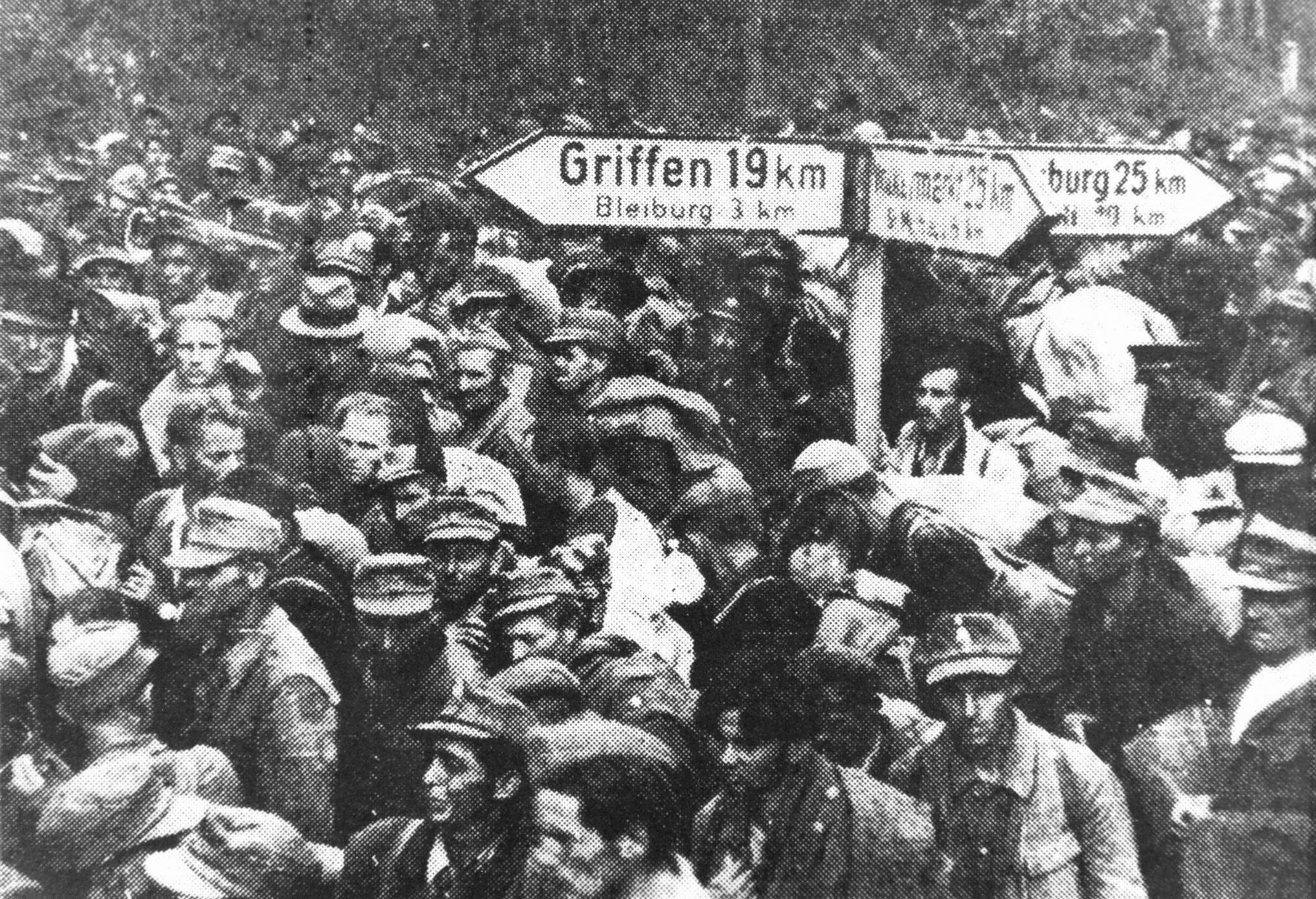
Usztasák és horvát civil menekültek oszlopa Bleiburg közelében.

Ugyanezen a napon délután a horvát csapatok a megadás jeleként megkezdték a fehér zászlók felvonását. (A Független Horvát Állam 1943. január 20-án csatlakozott a genfi egyezményhez, így fegyveres erőit a nemzetközi jog „hadseregként” ismerte el.) A 3. jugoszláv partizánhadsereg 51. vajdasági dandárjának erői és a 14. szlovén hadosztály Bleiburg mezején harcálláspontot létesítettek. Milan Basta ultimátumot adott az NDH tárgyalóinak, melynek lényege az egy órán belüli feltétel nélküli megadás volt, különben megtámadják őket, és nem tartják be a Vöröskereszt nemzetközi egyezményeinek normáit. Basta ultimátumát további tizenöt perccel hosszabbították meg, majd megkezdődött az általános megadás. Basta biztosította Scottot, hogy a foglyokkal emberségesen bánnak majd, és csak a „politikai bűnözőket” fogják bíróság elé állítani.
Az ultimátum lejárta utáni pontos eseményekről vita van a korabeli források között. Teodor Pavić, akit az NDH „futárának” neveztek azt írta, hogy a partizán erők a bleiburgi mezőn gépfegyverekkel kezdték lőni a tömeget, és egyenként lőtték le őket. Petar Brajović, egy jugoszláv tiszt tizenöt-húsz perces géppuska- és aknavetőtüzet írt le az ellenséges oszlopra. Strle azt írta, hogy a 11. „Zidanšek” dandár 3. zászlóalja és az 1. „Tomšič” dandár 3. zászlóalja vett részt a tűzben, és nyilvántartásaik főként a géppuskatűz miatti legalább 16 halálos áldozatot jegyeztek fel. Egy túlélő horvát katona, Zvonimir Zorić bleiburgi mészárlásról írt.
A bleiburgi mezőn végrehajtott mészárlás verzióját a száműzetésben élő egykori usztasák terjesztették. Jozo Tomasevich horvát származású amerikai történész megjegyzi, hogy fizikailag lehetetlen lett volna magában Bleiburgban összegyűjteni az összes horvát menekültet, ezért a német és horvát csapatok, akik állítólag Bleiburgban adták meg magukat, ezt valójában különböző helyeken, köztük Bleiburgban, és természetesen nem mind magában Bleiburgban tették. Lehetetlennek tartja, hogy az Ausztriába menekülni próbáló és a partizánoknak magát megadni kényszerülő katonák és civilek száma annyi lett volna, és hangsúlyozza, hogy az áldozatok számát az usztasapárti források propagandacélból növelték, míg a kommunista források hasonló okok miatt csökkentették. Martina Grahek Ravančić horvát történész azt írta, hogy az NDH bleiburgi hadoszlopában a megadás napján elesett áldozatok mértékét egyetlen rendelkezésre álló forrás sem írta le. A partizánok elismertek egy rövid támadást az oszlop ellen azzal, hogy voltak áldozatok, ezeknek a száma nem ismert.

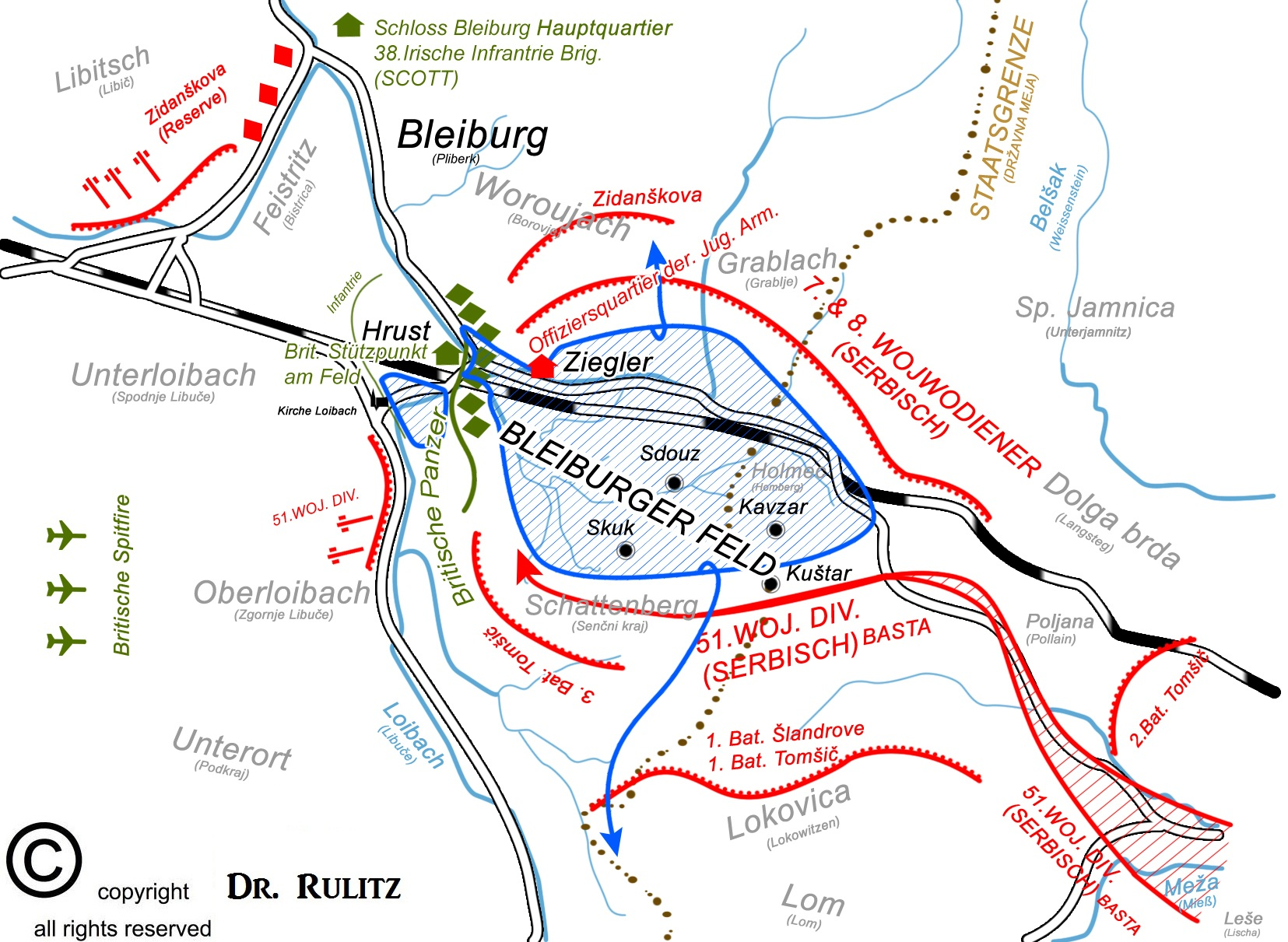
A bleiburgi mező körüli hadihelyzet sematikus ábrázolása 1945. május elején.

Strle és Milan Basta azt állította, hogy miközben az usztasa erők megpróbáltak áttörést elérni a völgy északi oldalán, három brit tank indult meg, hogy megállítsák őket, és állítólag több áldozat is esett. Mindazonáltal csak három horvát tett olyan tanúvallomást, amely alátámasztotta azt a verziót, hogy az oszlop közelében brit tankok tartózkodtak volna, de ők sem említettek ilyen incidenst. Tomasevich azt írja, hogy a brit katonai részvételről szóló, meg nem erősített jelentéseket, valamint a hazatelepítés eseményeit, az usztasák támogatói, különösen a horvát diaszpórában később eltúlozták. Elfogult munkákat tettek közzé, amelyek hamisan azzal vádolták a briteket, hogy „szemet hunytak” a partizánok cselekedetei felett.
Ugyanezen a napon később az NDH tábornokai, Slavko Štancer, Vjekoslav Servatzy és Vladimir Metikoš felügyelték a partizánoknak való megadást. A brit hadsereg jelentései szerint Štancert korábban elfogták a partizánok, amikor a briteket keresve eltévedtek, és eltávolodtak az oszloptól. A megadás több napon át és különböző helyszíneken folytatódott és május 21-ig tartott, amíg Tito megparancsolta a partizánoknak, hogy vonuljanak ki Karintiából.

## A további karintiai hazatelepítések
Számos más hazaszállításra is sor került 1945 májusában Karintiában. A jugoszláv–osztrák határ mentén Simo Dubajić jugoszláv hírszerző tiszt tárgyalt a brit erőkkel a megadás és a hazaszállítás megszervezéséről. Május 18-án megkezdődött a Dráva folyótól északra található Viktring és Krumpendorf hadifogolytáborok horvát internáltjainak kiadatása. A foglyokat biztosították arról, hogy Olaszországba szállítják őket. A hazaszállítás Rosenbach falun és Eberndorf városán át történt. A szállítások május 19-én folytatódtak, amikor a Bleiburgtól északkeletre fekvő Rosenbachot és Lavamündét is kiadatási helyként használták, míg néhány foglyot Bleiburgba szállítottak. A grafensteini tábor internáltjait is elszállították. A következő napokban további ezreket adtak át, főleg Rosenbachban és a bleiburgi pályaudvaron. Az utolsó szállítás május 23-án volt, amikor Grafensteinből 800 horvát foglyot vittek vasúton Bleiburgba. A brit háborús napló feljegyzései szerint a horvátok kiadatása május 24-én ért véget.

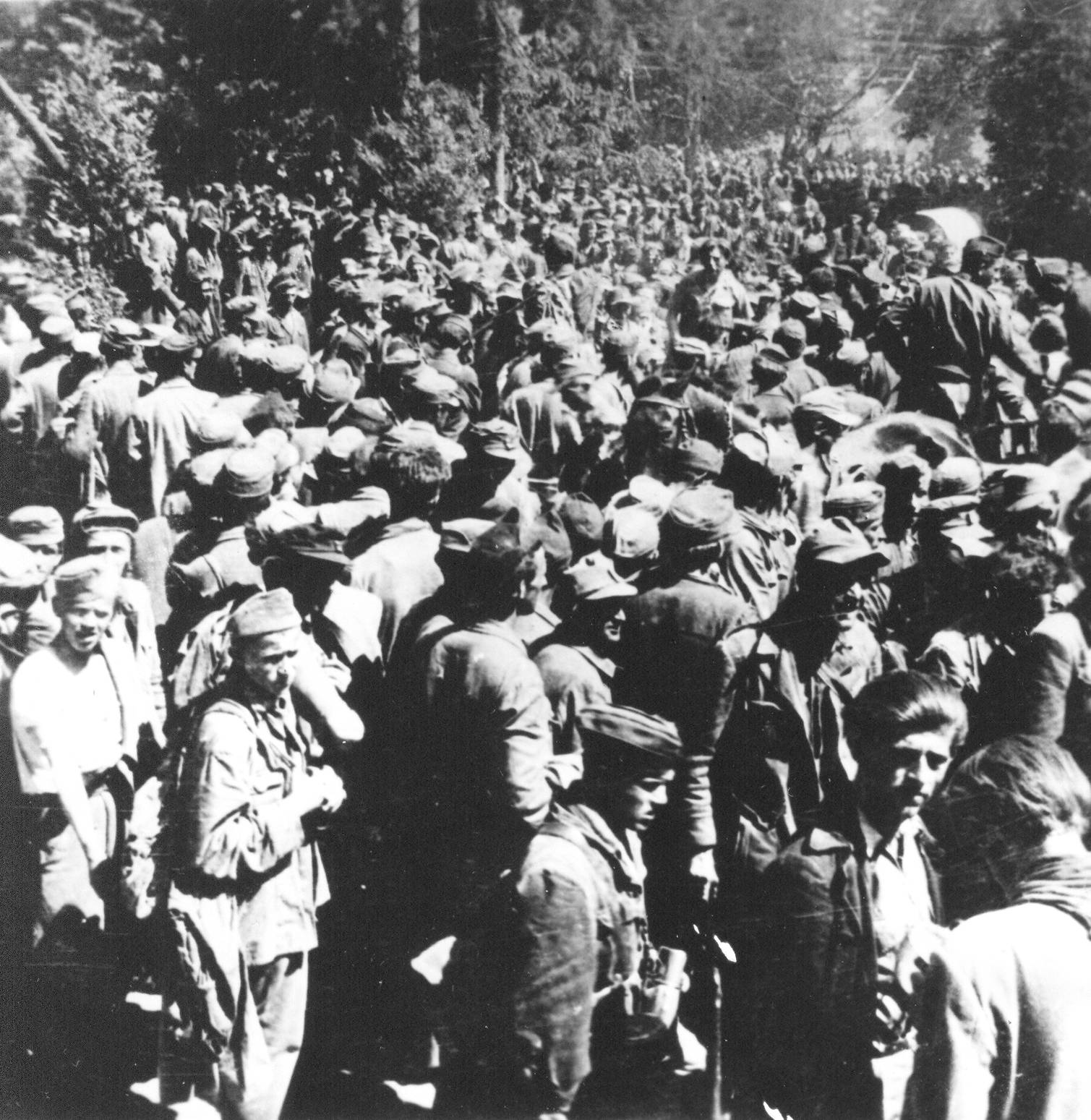
Usztasa hadifoglyok az osztrák határnál 1945 májusában.

Május 24-én a Szerb Önkéntes Hadtest három ezredével a szerbek és montenegróiak elszállítása következett. A szlovén foglyok nagyobb csoportjainak első hazaszállítására a megmaradt szerbekkel és montenegróiakkal együtt május 27-én került sor. A szlovének hazatelepítése Rosenbachban vagy Bleiburgban is megtörtént, kivéve azokat a súlyos sebesülteket, akiket egy klagenfurti kórházban helyeztek el. A szlovénekkel azt is közölték a britek, hogy olaszországi táborokba szállítják őket. Az utolsó szlovén csoportot május 31-én adták át. Másnap a tervek szerint 2700 szlovén civilt szállítottak volna a határra, de a szállítást a Jugoszláviában történt tömegmészárlásokról szóló hírek miatt a britek leállították. Minden hazaszállítást töröltek, és döntés született arról, hogy csak azokat szállítják vissza, akik vissza akarnak térni Jugoszláviába. A brit 5. hadtest becslése szerint május 30-ig összesen 26 339 embert adtak ki a táborokból, köztük 12 196 horvátot, 8263 szlovént, 5480 szerbet és 400 montenegróit.
Május 20-án este NDH-csapatok egy csoportja jelent meg Ferlach közelében, amely körülbelül 40 km-re volt nyugatra Bleiburgtól, és megpróbálta kierőszakolni a nyugatra való áthaladást. „Mivel az Usztasa nem akarta megadni magát” – áll a 11. dalmát partizán rohamdandár 2. zászlóaljának hadműveleti naplójában, „21:00 órakor megtámadtuk őket. Ebből az alkalomból 24 usztasa katonát és egy tisztet fogtunk el”. A brit erők körülbelül 40 000 kozákot szállítottak Graz közelébe, a szovjet hírszerző szervezet, a Szmers táborába. Május 28-án a Lienz melletti táborokból is megkezdődött a kozákok deportálása a Szovjetunióba.

## A szövetséges álláspont
Az 1945. február 11-én megtartott jaltai konferencián megállapodás született az aláíró államok, az Egyesült Államok, az Egyesült Királyság és a Szovjetunió állampolgárainak hazatelepítéséről származási országukba. Mivel Jugoszlávia nem volt az aláíró államok között, a jugoszláv állampolgárok hazaszállítása nem szerepelt a megállapodásban. A tengelyhatalmaknak a megszállt Jugoszláviából történő visszavonulása idején Dél-Ausztriában a Harold Alexander tábornagy parancsnoksága alá tartozó 8. brit hadsereg 5. hadteste állomásozott. A jugoszláv partizánhadsereg május elején érte el Dél-Karintiát, melyet Jugoszlávia részévé nyilvánított. Ez feszültséget okozott a britekkel, akik a háború előtti határokkal támogatták a független Ausztriát. Mivel a partizán haderő nem volt hajlandó kivonulni Karintiából, valamint az olaszországi Trieszt városából, még a fegyveres konfliktus lehetősége is felmerült a brit erők és a partizánok között.
A nyugati szövetségesek az 5. hadtest körzetében nem számítottak nagyszámú ember mozgására. A „Tito-ellenes erők” nagyobb csoportjainak visszavonulásáról Ralph Stevenson, a belgrádi brit nagykövet április 27-én számolt be feletteseinek. A brit hatóságok között nem volt konszenzus abban a vonatkozásban, hogy hogyan kezeljék ezeket az embereket. Stevenson a hazatelepítés helyett inkább a táborokba való internálást javasolta. Winston Churchill brit miniszterelnök, mint „az egyetlen lehetséges megoldással” egyetértett Stevenson javaslatával. A 8. hadsereg május 3-án kiadott egy parancsot, amely szerint a jugoszláviai tengelyhatalmi erőket „magukat megadó személyi állománynak kell tekinteni, és ennek megfelelően kell bánni velük. E személyi állomány végső kezeléséről kormányszinten döntenek”. Ennek megfelelően a britek egészen 1945. május 14-ig elfogadták több ezer visszavonuló katona és civil megadását.
Az 5. hadtest május 13-án készült jelentése több százezer ember Ausztria felé való mozgását jegyezte fel. A következő napon az 5. hadtest úgy becsülte, hogy amint a menekültoszlopok megérkeznek, az élelmezési helyzet kritikussá válik, és arra hivatkozott, hogy az őrök száma nem elegendő az emberek felügyeletéhez. Harold Macmillan, a Földközi-tenger körzetében tartózkodó brit miniszter javasolta a kozákok azonnali áthelyezését a Szovjetunióba. A Bleiburg felé közeledő menekültoszlopot illetően a városban állomásozó dandár azt az utasítást kapta, hogy „tartsa őket a Drávától délre”. Brian Robertson, Alexander adminisztrációs főtisztje május 14-én parancsot adott a 8. brit hadseregnek, hogy minden, magát megadó jugoszláv állampolgárságú, a tengelyhatalmakhoz tartozó személyt adjanak át a jugoszláv néphadseregnek. A parancs ezek közül kizárta a csetnikeket, akiket Olaszországba kellett szállítani. A hazaszállítást Alexander Kirk, a Legfelsőbb Parancsnokság (SHAEF) amerikai politikai tanácsadója, aki állásfoglalást kért az Egyesült Államok külügyminisztériumától határozottan ellenezte. Joseph Grew, az Egyesült Államok külügyminiszter-helyettese egyetértett Kirkkel, és utasította őt, hogy tájékoztassa a Szövetséges Erők Főhadiszállását (AFHQ) az „egyezményes angol-amerikai politika megsértéséről”.

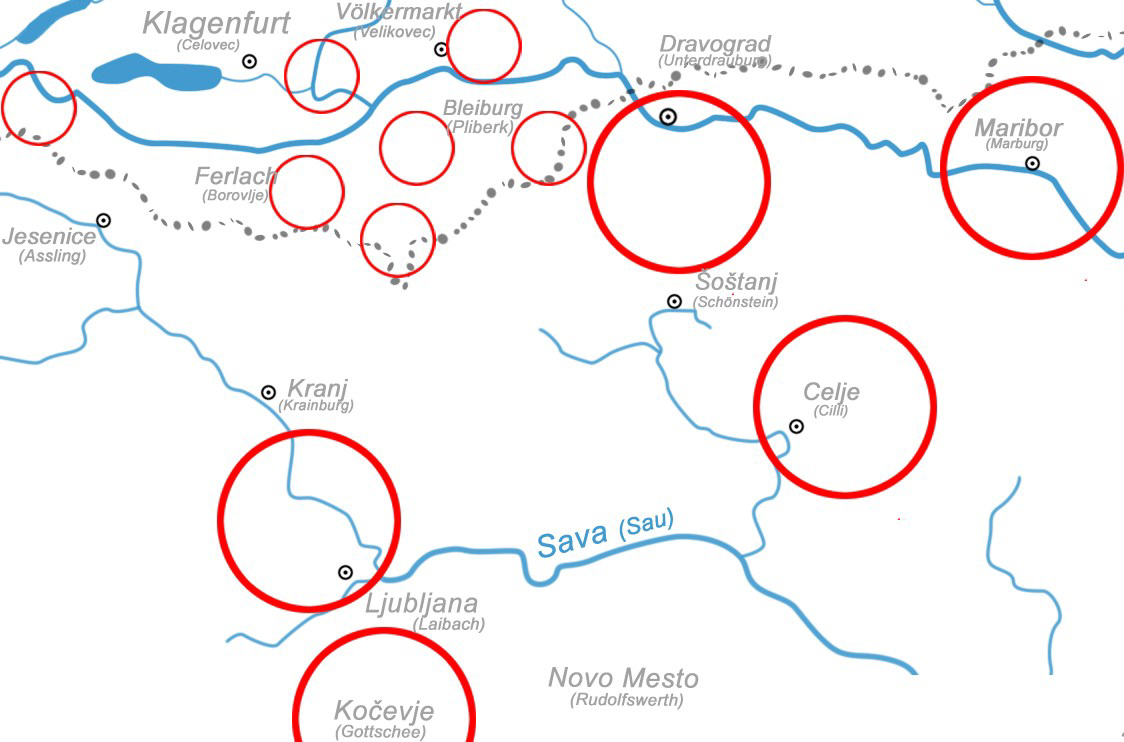
Az ausztriai és szlovéniai kivégzőhelyek sematikus ábrázolása.

Az AFHQ május 15-én a „jugoszlávok” hazaszállítása ügyében felvette a kapcsolatot a jugoszláv hatóságokkal. A május 15-ig kapott parancsnak megfelelően azonban az 5. hadtest elutasította a bleiburgi oszlop megadását. Ezzel egy időben az 5. hadtest tárgyalásokat kezdett jugoszláv képviselőkkel a többi hadifogoly hazaszállításáról és a jugoszláv hadsereg Karintiából való kivonásáról. A jugoszláv kivonulásról május 21-én született megállapodás. A hazatelepítések pedig már korábban, május 18-án megkezdődtek.
A brit külügyminisztérium 1945. novemberi jelentése megjegyezte, hogy még nem dőlt el magas szinten, hogy a foglyokat át kell-e szállítani Jugoszláviába. A helyi brit parancsnokok pontatlan és egymásnak ellentmondó parancsokat kaptak. Május 17-én Toby Low dandártábornok, az 5. hadtest vezérkari főnöke elrendelte, hogy „a hadtest területén tartózkodó összes jugoszláv állampolgárt a lehető leghamarabb adják át Tito erőinek. Ezeket az erőket azonnal lefegyverezzük, de NEM közöljük velük úti céljukat.” Néhány órával később érkezett meg Alexander parancsa, hogy evakuálják az összes jugoszláv foglyot Észak-Olaszországba. Ugyanezen a napon Alexander táviratot küldött az egyesített vezérkari főnököknek, amelyben azt írta, hogy a foglyok visszaküldése származási országukba „végzetes lehet az egészségükre”. 
A szövetségesek által a következő napokban hozott utasítások és rendelkezések gyakran ütköztek egymással. Május 23-án két egymásnak ellentmondó utasítás érkezett az AFHQ-tól: az első a jugoszláv állampolgárok visszaküldése a 8. hadsereg körzetéből Jugoszláviába, kivéve, ha erőszak alkalmazásáról van szó. A második utasítás az volt, hogy a jugoszláv állampolgárokat nem szabad akaratuk ellenére visszaküldeni Jugoszláviába, és „megfelelő koncentrációs területre kell őket szállítani és át kell őket vizsgálni”. A parancsnoki szinten folyó zűrzavar sorozatos találkozókhoz vezetett az AFHQ képviselői és a 8. hadsereg között. A találkozók május 27-i befejezésekor kialakult álláspont hallgatólagosan alátámasztotta azt a politikát, amely szerint nem mondják el a foglyoknak úti céljukat, az erőszak alkalmazását mellőzik, és hogy „nem lenne bölcs dolog az utasításoknak további értelmezést adni”. A hazatelepítések egészen május 31-ig folytatódtak, amikor a Viktring tábor vezetőjének és a helyi Brit Vöröskeresztnek a követelésére nyomán azokat felfüggesztették.
A hazaszállítás annak ellenére, hogy tudtak arról, hogy a hazatelepülteket megölik, sok későbbi vita tárgya volt.

## A halálmenet
A HOS képviselői május 15-én 16 órakor elfogadták a megadást. Miután a katonák azonnali átadása Bleiburgban befejeződött, a jugoszláv erők megkezdték a lefegyverzésüket, és megkezdték a foglyok visszaszállításának előkészületeit. Nagyszámú, négyes sorokból álló hadifogolyoszlopot alakítottak ki, amelyeket gyalogmenetben erőszakkal hajtottak Szlovénián keresztül. A brit hadsereg jelenléte miatt a foglyokkal való kezdeti bánásmód még emberséges volt, azonban ahogy az oszlopok távolodtak a határtól helyzet egyre romlott. A foglyok nem kaptak élelmet és vizet, és értéktárgyakat vettek el tőlük. A lemaradókat egyszerűen lelőtték. Hamarosan megkezdődött a kisebb csoportok önkényes meggyilkolása, illetve kivégzése. Az oszlopok Dravogradban voltak, és Maribor, Slovenj Gradec vagy Celje felé tartottak. Május 17-én a britek megkezdték a viktringi tábor horvát internáltjainak (akik többségében a HOS tagjai voltak) hazaszállítását is.

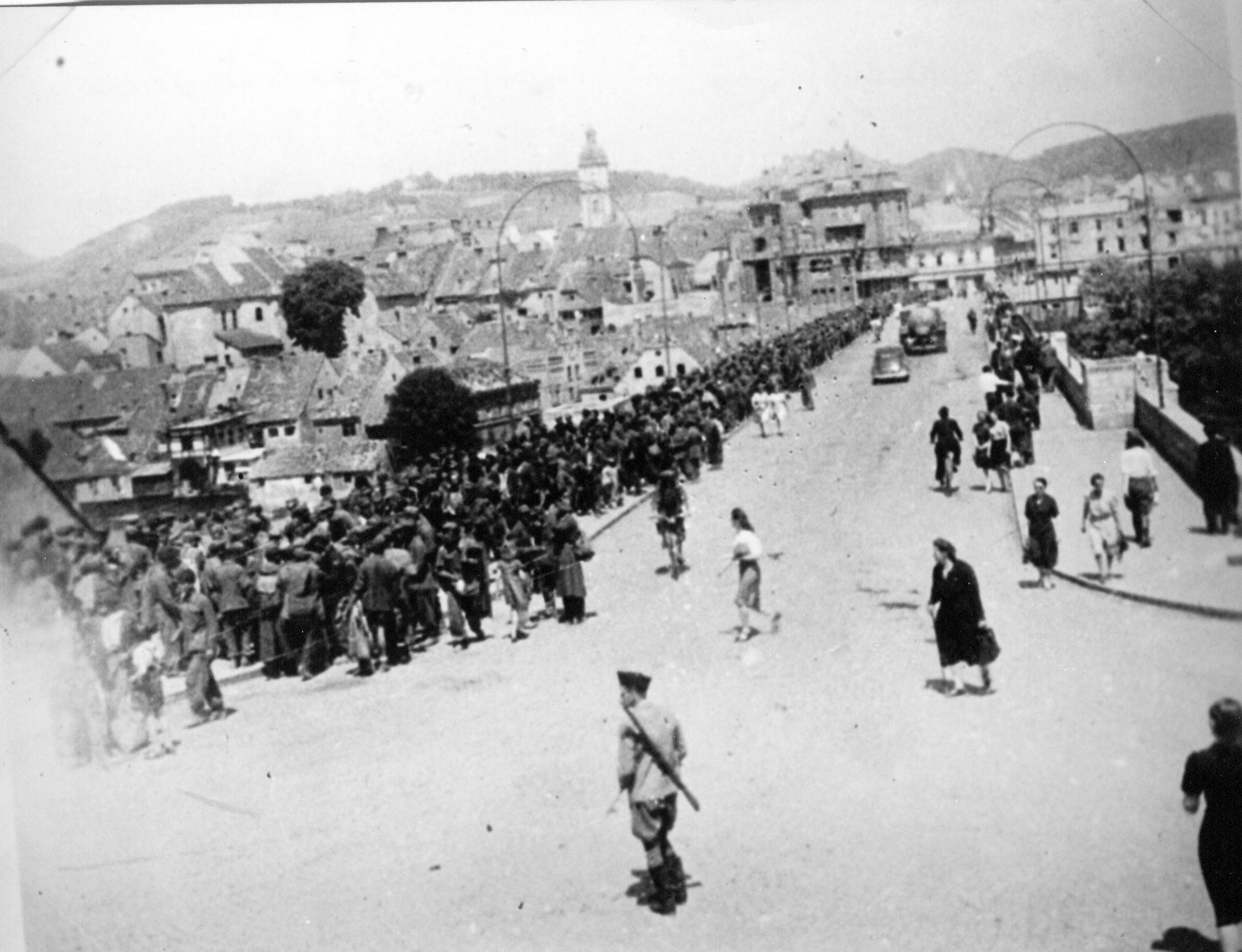
Német és horvát hadifoglyok menete Mariborban.

A Maribor felé vonuló oszlopok a Dráva mentén haladtak, ahol tranzittáborok voltak felállítva. A menet közben már holttesteket láttak lebegni a Drávában és a folyó partján. Az első foglyok május 17-én érkeztek Mariborba, ahol tranzittáborokba helyezték őket. A következő két napban további nagyobb oszlopok érkeztek. A táborokban a foglyokat egységük és besorozási évük alapján osztályozták. A foglyok egy részét további menetekre küldték, vagy vonatokkal Celjébe és Zágrábba szállították. A többieket dróttal megkötött kézzel, teherautókkal a Maribor melletti Teznóban lévő páncélelhárító lövészárkokhoz hozták, ahol felsorakoztak és megölték őket. A gyilkosságok több napig tartottak, míg a lövészárkok megteltek holttestekkel. Összesen 1179 holttestet találtak, de a becslések szerint 15 000 ember vesztette életét a teznói mészárlásban, akik nagyrészt a HOS tagjai voltak. Köztük volt a montenegrói nemzeti hadsereg néhány tagja és más egységek hadifoglyai is.
A Bleiburgból Slovenj Gradec városába irányított foglyokhoz nagyszámú olyan menekült csapódott, akik a Dravograd-Slovenj Gradec úton rekedtek. A városban több tranzittábort is felállítottak, ahol a foglyokat elhelyezték és szétválogatták. Körülbelül 1500-an haltak meg a közeli Žančani faluban. A foglyokat csak rövid ideig tartották fogva Slovenj Gradecben, többnyire egy napot, mielőtt folytatták útjukat Celje felé. Aki kilépett az oszlopból pihenni vagy vizet inni, azt lelőtték. Azokat is lelőtték, akik túlságosan kimerültek voltak a menet folytatásához. Celjében a legtöbb foglyot a város szélén lévő futballpályán helyezték el. Az 1. hadsereg 11. krajnai hadosztályának parancsnoksága május 17-én jelentette, hogy 30 000 foglyot fogadtak be. A Száva folyó közelében és Bukovžlak környékén tankelhárító lövészárkokat használtak kivégzésekre. A foglyokat különféle módokon ölték meg. Egy alkalommal 100-200 embert tereltek egy zárt víztározóba, majd ezután lassan vizet engedtek rájuk, amíg mindegyikük meg nem fulladt.

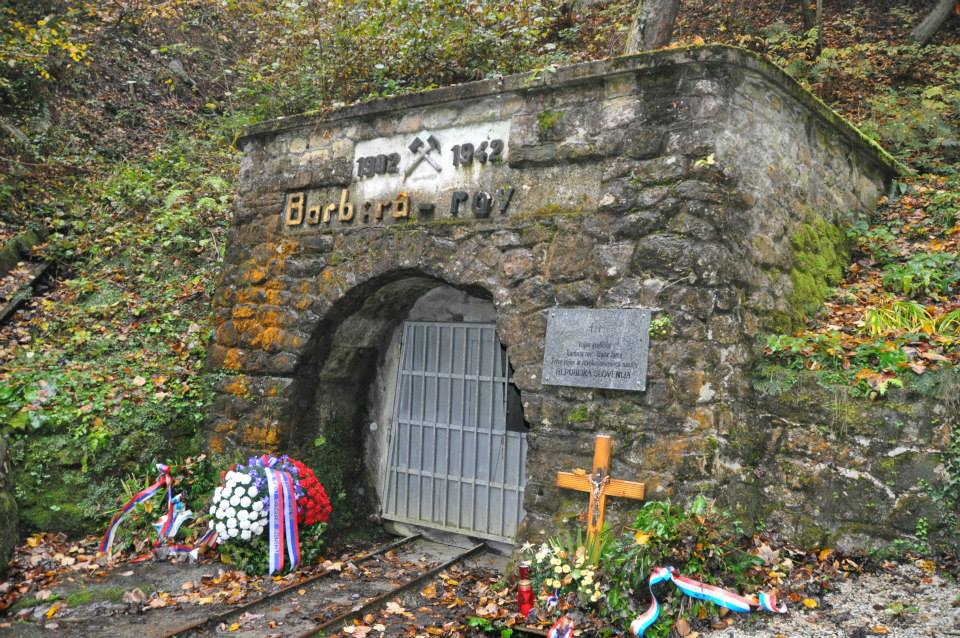
A Barbara akna a foglyok egyik kivégzőhelye és tömegsírja

Május 18-án egy 40 000 fős, elsősorban horvát katonákból álló oszlop menetelt Celjéből Zidani Mostba. A foglyok egy részét ott elkülönítették, a közeli erdőkbe vezették és megölték. Az oszlop május 20-án ért Szamoborba. Az út során nem kaptak élelmet, de a helyiek ételt és vizet hagytak nekik az út mellett. A foglyokat a város több kisebb táborában és börtönében helyezték el, ahol ismét válogatásra került sor. A legtöbb foglyot Szamoborból Zágrábba küldték, és gyalog vezették át a városon. Más helyekről, főleg Mariborból is érkeztek vonatok foglyokkal Zágrábba. A város tranzittáborai nem voltak alkalmasak nagyszámú ember elhelyezésére, ezért sok foglyot udvarokban helyeztek el. A táborokat drótkerítéssel vették körül, amely mögött a polgárok gyülekeztek, élelmet hoztak vagy rokonokat, barátokat kerestek. A környék egyik legnagyobb tábora Prečkóban volt. A foglyok ott kaptak enni, bár nem rendszeresen. Körülbelül 50-en haltak éhen és betegségekben. Aleksandar Ranković, a titkosszolgálat főnöke elégedetlen volt a zágrábi kivégzések ütemével, és levelet küldött az OZNA horvát szervezetének, amelyben nagyobb elszántságot követelt. Ezt követte 1945 júniusában és júliusában a zágrábi polgárok megnövekedett számú letartóztatása.
A szlovén és szerb internáltak hazaszállítása Viktringről május 24-én kezdődött. Körülbelül 11 000 szlovén honvéd és 600 szlovén civil szállítása két irányban történt: az ausztriai Rosenbachból Jesenicébe, akiket aztán Kranjban, Škofja Lokaban vagy Šentvidben internáló táborokba zártak, valamint Bleiburgból Celjébe, ahol a teharjei tábor is volt. A foglyokat útközben megverték, és sokakat megöltek. A szállítást és a kivégzéseket a Jugoszláviai Népvédelmi Hadtest (KNOJ) és az Államvédelmi Hivatal (OZNA) végezte. A Šentvid tábor internáltjait Kočevje régióba vitték, ahol ezreket öltek meg a kočevski rogi mészárlásban és dobták őket barlangokba, gödrökbe és szakadékokba. A teharjei tábor internáltjait a közelben, valamint a környező barlangokban és bányákban, köztük a Barbara akna szénbányában ölték meg. A Teharjébe szállított 5000 szlovén honvéd közül 1945 augusztusára majdnem mindegyik meghalt. 800 szlovén honvédet és civilt a Ljubljana melletti Podutikban végeztek ki. A helyszínen lebomló holttestek Ljubljana vízellátását is elfertőzték, ezért egy német hadifogolycsoportot arra utasítottak, hogy helyezzék át a holttesteket egy új tömegsírba.

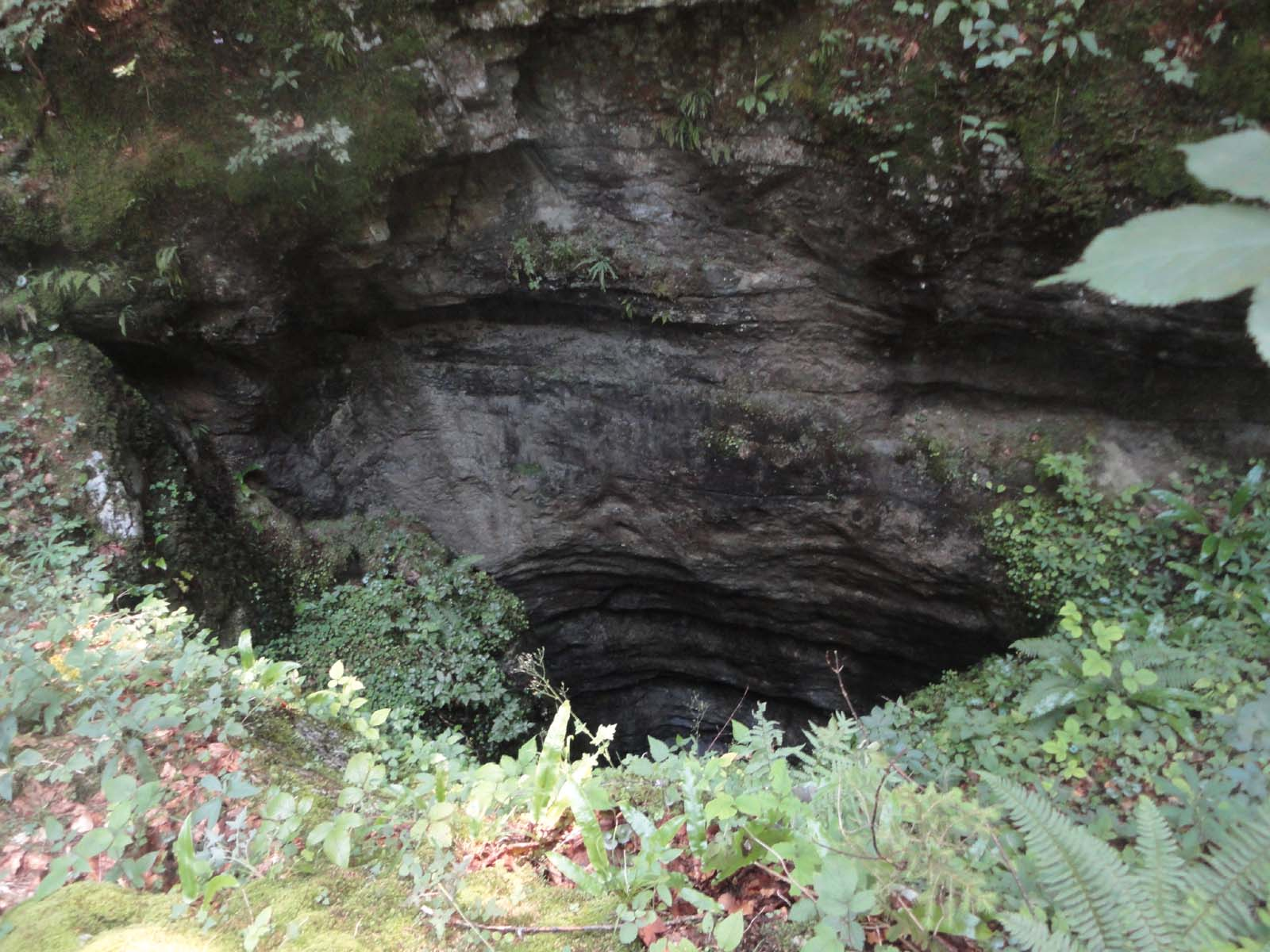
A kočevski rogi mészárlásban több ezer foglyot dobtak élve barlangokba és szakadékokba.

Az OZNA jelentése szerint a Szlovéniából és az osztrák határról érkező fogolyoszlopok fő mozgatását június 8-ig hajtották végre. Az oszlopok többsége ott ért célba, ahol állandó táborok voltak, ebből 12 Horvátországban, 11 pedig a Vajdaságban. A jelentés szerint összesen 175 922 fogoly volt. Június 25-én Edvard Kardelj Jugoszlávia miniszterelnök-helyettese levelet küldött Boris Kidrič szlovén miniszterelnöknek, és kérte, hogy gyorsítsa fel a felszámolást, mivel hamarosan megszületik az általános amnesztia. Augusztus 3-án fogadták el a csetnikek, a szerb nemzeti gárda, a horvát és szlovén honvédség, valamint az albán és muszlim milíciák „általános amnesztiájáról és kegyelméről” szóló rendeletet. Egy 1946. februári jelentés szerint e határozat alapján 41 320 fogoly részesült amnesztiában. Mindazoknak, akiket elengedtek a táborokból, fel kellett venniük a kapcsolatot a helyi hatóságokkal. Néhányan bírósági per elé néztek, majd börtönbüntetésre vagy kényszermunkára ítélték őket. Másokat a KNOJ és a titkosrendőrség figyelt. 1946. március 2-án a Jugoszláv Hadsereg Legfelsőbb Parancsnoksága elrendelte „minden jugoszláv nemzetiségű – az ellenséges katonai alakulatok tagjainak – szabadon bocsátását, kivéve azokat, akik ellen büntetőeljárás indult”. A következő években az internáló- és munkatáborok továbbra is működtek. A háború végén megkezdett tisztogatások az 1950-es évek elejéig folytatódtak.

## Utóhatások és következmények

### Megemlékezések
A háború utáni eseményekről szóló publikációkat Jugoszláviában cenzúrázták. A tömegsírokat a Szövetségi Belügyminisztérium 1945. május 18-i rendeletének megfelelően elrejtették vagy megsemmisítették. Az áldozatok hozzátartozói üldöztetéssel szembesültek, és másodosztályú állampolgárokként kezelték őket. Jugoszláviában az 1950-es évekig szigorú határellenőrzés volt érvényben, de illegálisan emberek tízezrei vándoroltak ki. Tito kormánya a kommunista ügyet dicsőítő események kozmetikázott változatát terjesztette. Mivel a Jugoszláviában található sírokat nem lehetett meglátogatni, így az ausztriai Bleiburg lett a fő helyszín, ahol a politikai emigránsok, túlélők vagy az áldozatok családjai összegyűlhettek és megemlékezést tartottak. Az első megemlékezés a bleiburgi mezőn 1952-ben Mindenszentek napján volt. Azóta a horvát emigránsok által alapított bleiburgi díszőrség a karintiai katolikus egyházzal közösen évente megemlékező rendezvényt szervezett. A klagenfurti jugoszláv konzulátus diplomáciai tiltakozó levelet küldött az osztrák kormánynak, de Ausztria soha nem tiltotta meg a megemlékezéseket. A megemlékezést Jugoszlávia provokációnak tekintette. A megemlékezéseken nyíltan használták a kommunista rezsim által betiltott horvát szimbólumokat, és felhívták a figyelmet a háború utáni gyilkosságokra, amelyeket a jugoszláv hatóságok tagadtak. A bleiburgi eseményeket ugyanakkor a történelmi revizionizmus eszközeként is használták, amiért az usztasák és támogatóik kollektív harag célpontjai lettek. Azt is szemükre vetették, hogy áldozatok számát mesterségesen megnövelték.
A Jugoszláv Állambiztonsági Hivatal (UDBA) figyelemmel kísérte a megemlékezés résztvevőinek tevékenységét, és támadássorozatot hajtott végre a szervezői ellen. Az 1966-os ceremónia során bomba robbant egy loibach vidéki fogadóban, de a kísérők közül senki sem sérült meg. Nikica Martinovićot, a Bleiburgi Díszőrség elnökét 1975-ben az UDBA Klagenfurtban meggyilkolta. A következő évben bombát találtak Mirko Karačić kocsmája előtt, aki szintén a Bleiburgi Díszőrség tagja volt. A fenyegetések és támadások ellenére a megemlékezést Jugoszlávia felbomlásáig minden évben megtartották.

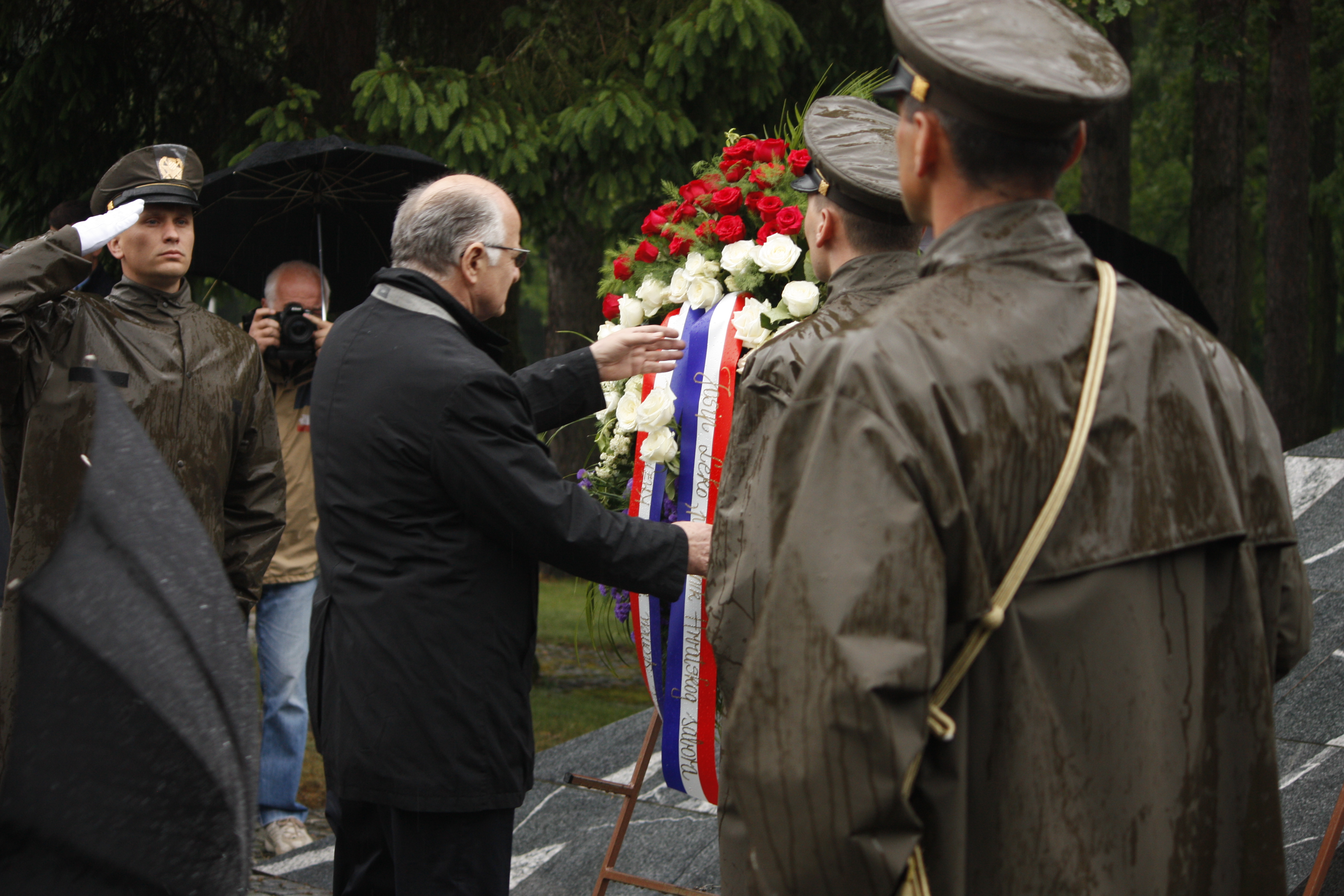
Josip Leko a horvát parlament elnöke koszorút helyez el teznói emlékműnél 2015-ben.

Más országokban is tartottak összejöveteleket és megemlékezéseket. 1960-ban, a Clevelandben tartott 15. évfordulós megemlékezésen horvát emigránsok megalapították a Bleiburgi Tragédiakutató Bizottságot. 1961-ben a clevelandi megemlékezésen részt vett Michael A. Feighan amerikai kongresszusi képviselő is. Ivan Mirošević, pittsburghi jugoszláv konzul tiltakozott ez ellen, és az összejövetel betiltását kérte. Feighan bírálta a konzult és Josip Broz Titót a megemlékezésen mondott beszédében. Miroševićet megjegyzései miatt kiutasították az Egyesült Államokból. 1965-ben, a 20. évforduló alkalmából Frank J. Lausche amerikai szenátor elítélte a háború utáni jugoszláviai gyilkosságokat. Horvát emigránsok németországi és egyesült államokbeli szervezetei a Nemzetközi Vöröskereszt vizsgálatát kérték a tömegsírhelyekről, amelyet Jugoszlávia elutasított.
1976-ban az unter-loibachi temetőben márvány emlékművet állítottak, 1987-ben pedig a bleiburgi mezőn horvát és német nyelvű, „Az elesett horvát hadsereg tiszteletére és dicsőségére, 1945. május” feliratú emlékművet avattak. Az emlékműre a horvát címer, valamint az iszlámot jelképező félhold és csillag volt bevésve.

### A tömegsírok vizsgálata
Jugoszláviában tilos volt a háború utáni mészárlásokról szóló kutatás, így a tömegsírhelyek vizsgálata csak az 1990-es években, a kommunizmus bukása után kezdődött. 1992-ben a macelji erdők 23 tömegsírjából 1163 holttestet ástak ki, így is mintegy 130 lehetséges tömegsírhely maradt feltáratlanul. 2002-ben a szlovén kormány létrehozta a feltáratlan tömegsírokkal kapcsolatos kérdések rendezésével foglalkozó kormánybizottságot azzal a feladattal, „adatfelvételt készítsenek a második világháború befejezése utáni tömegsírok számáról és helyéről”.
A Maribor melletti teznoi tömegsírokat 1999-ben egy autópálya építése során fedezték fel. A kutatóárok 70 méter hosszú részéből 1179 holttestet ástak ki. A 2005-ben alapított szlovéniai rejtett tömegsírok bizottsága 2007-ben elemezte a teljes teznoi kutatóárkot, és 940 méter hosszúságban talált emberi maradványokat, amelyekben a becslések szerint körülbelül 15 000 áldozat maradványai voltak. 2009-ben a szlovéniai Huda Jama közelében feltárták a Barbara pit bányát, és 2009 decemberéig 726 emberi maradványt ástak ki. Ugyanebben az évben további gödröket tártak fel két helyen a horvát-szlovén határ közelében, az egyik Harmica falu, a másik pedig Gornji Hrašćan közelében, amelyekben a becslések szerint körülbelül 4500 holttestet találtak.
2008 közepéig a szlovén bizottság 581 rejtett sírhelyet regisztrált. A szám 2010-ben több mint 600 sírhelyre emelkedett. A bizottság becslése szerint csak Szlovéniában körülbelül 100 000 áldozat van ezekben a sírokban. Szlovéniával ellentétben, Horvátországban a horvát kormány nem végzett komoly kutatást tömegsírokkal kapcsolatban. 1991-ben a horvát parlament létrehozta a Háborús és Háború utáni Áldozatok Meghatározásának Bizottságát. A bizottság 1994-ben kezdte meg munkáját, de 2002-ben megszűnt anélkül, hogy jelentős mértékben járult volna hozzá a kutatáshoz.

### Az áldozatok száma
A háború befejezése utáni halálmenetekben és táborokban elhunytak pontos számát nehéz meghatározni. A bleiburgi hazatelepítésekkel és annak következményeivel foglalkozó szakirodalom által közölt áldozatok száma többnyire körülbelül 50 000 és 200–250 000 között mozog. Az áldozatok számáról először az emigráns irodalom adott a becsléseket, mely többnyire szemtanúk beszámolói alapján 100 000 és 600 000 közöttire becsülte számukat. Milovan Đilas, a disszidens egykori pártvezető 1977-ben azt írta, hogy ez a szám meghaladja a 20 000-et, de nem haladja meg a 30 000-et. 1989-ben Franjo Tuđman történész, aki Bleiburg idején horvát a Jugoszláv Hadsereg legfelsőbb főhadiszállásán szolgált, majd a független Horvátország első elnöke lett, 35-40 ezerre becsülte a Bleiburggal kapcsolatos áldozatok számát. „Bleiburg-mítoszról” írt kijelentve, hogy a több százezer áldozatra vonatkozó becsléseket erősen eltúlozták. Tuđman hivatkozott a szövetséges erők jelentéseire, amelyek szerint 1945. június 1-ig a „jugoszláv quisling-erők” összesen 26 399 tagját (későbbi számuk összesen 29 792 fogoly volt) adták át Bleiburgból és Ausztria más részeiből az új hatóságoknak, akik közül 12 196 volt horvát, 5480 szerb, 8263 szlovén és 400 montenegrói. Az eseményeket 1945 novemberében is megvitatták, amikor Sztálin Władysław Gomułka lengyel kommunista vezetővel folytatott beszélgetésében megemlítette, hogy a jugoszláv partizánok a mintegy 34 ezer horvát fogoly közül 14 ezret lelőttek.
Az első szisztematikus kutatásra az 1990-es évek elején került sor, amikor Vladimir Žerjavić horvát demográfus számos közleményt és elemzést publikált a témában. Összehasonlította a demográfiai veszteségeket a háború alatti tényleges veszteségekről rendelkezésre álló adatokkal. Egy 1990-es munkájában Žerjavić úgy becsülte, hogy a bleiburgi és viktringi eseményekben összesen 70 000 ember halt meg. Közülük a hivatalos megadás előtt 11 600-an vesztették életüket. Egy 1992-es munkájában Žerjavić úgy becsülte, hogy az áldozatok között 45 000-55 000 horvát és bosnyák, 8 000-10 000 szlovén, valamint körülbelül 2000 szerb és montenegrói volt. 1995-ben a horvát–bosnyák veszteségeket Bleiburg környékén és a halálmenetek során 45 000 horvátra és 4000 bosnyákra, míg a további, 1945-től 1947-ig tartó „egyéb tisztogatások” során 4000 horvátra és 2000 bosnyákra becsülte.
1991-ben a horvát kormány létrehozta a Horvát Köztársaság háborús és háború utáni áldozatainak felkutatásával foglalkozó bizottságot, amely adatokat gyűjtött a második világháború horvátországi emberveszteségeiről. Geiger megjegyzi, hogy a bizottság leginkább a horvát áldozatok dokumentálására összpontosítva, elsősorban azokra, amelyeket nem regisztráltak a korábbi jugoszláv áldozatok összeírásai során szelektív megközelítést alkalmazott. A bizottság 1999-ben tette közzé kutatásaik előzetes adatait a Horvát Köztársaság területére vonatkozóan. Ebben 13 300 személyt sorolnak fel, köztük az usztasa milícia 5503 tagját, 3101 horvát honvédet, 2492 be nem sorolt horvát fegyveres erőt és 2204 azonosítatlan másikat akik Bleiburgban és a „keresztúton” vesztették életüket. A „harc közben elhunyt” személyek adatai nincsenek halálozási év szerint kategorizálva. A bizottság arra hivatkozott, hogy szlovén becslések szerint csak Szlovéniában körülbelül 190 000 áldozat volt a sírokban. A bizottságot 2002-ben feloszlatták, és nem végeztek további kormányzati kutatást.
A szlovén kormánybizottságok alaposabb adatokat tettek közzé. 2005-ben a szlovén kormány létrehozta a szlovéniai rejtett tömegsírok bizottságát. A bizottság becslése szerint Szlovéniában a sírokban mintegy 100 000, minden nemzetiségű áldozat van. A ljubljanai Jelenkortörténeti Intézet kutatási projektet indított a szlovéniai második világháború alatti és utáni áldozatok számának megállapítására. 2008-ban adataik szerint 14 274 szlovén halt meg a „háború utáni erőszakban Szlovéniában”. A szám 12 431 szlovén honvédet és 1076 civilt tartalmaz. Vida Deželak Barič szlovén történész által 2014-ben közzétett adatok szerint összesen 14 999 szlovén áldozata volt a háború utáni gyilkosságoknak, köztük 11 771 szlovén honvéd hadifogoly, 2199 civil és 547 ismeretlen státuszú. A polgári áldozatok között 529 a német kisebbség tagja volt.
2008 áprilisában az Európai Unió Tanácsának szlovén elnöksége megszervezte a totalitárius rezsimek által elkövetett bűnökről szóló európai nyilvános meghallgatást, amelynek eredményeként készült dokumentum különböző kutatásokat tartalmazott, köztük a szlovén Mitja Ferenc kutatását is. A dokumentum 3986 ismert háborús sírról és tömegsírról közölt hivatalos adatokat a világháború idején Szlovéniában jelezve, hogy az áldozatokat tömegesen tárgyalás nélkül végezték ki. Jerca Vodušek Starič a Szlovénia és Horvátország 1945. májusi felszabadítását követő állítólagos tömeggyilkosságokról így írt: „A likvidáltak pontos számát nem lehet megtudni. Ma a számuk eléri a 14 531 szlovént és 65-100 000 horvátot. Voltak köztük civilek is.”  2011-ben a szlovéniai háború utáni sírok feltárásáért felelős Mitja Ferenc kijelentette, hogy „az áldozatokról csak becslés van, én magam úgy gondolom, hogy kevesebb 100 000-nél, de hogy hány, nem tudom. Biztosan néhány tízezer. A háború végétől 1946 januárjáig körülbelül 14 000 szlovént gyilkoltak meg. Köztük körülbelül 1100 civil volt; a többiek többsége a szlovén honvédség tagjaiból és kisebb számú csetnikből került ki.”
Žerjavić kutatásait a legtöbb kapcsolódó irodalom elfogadja. Jozo Tomasevich horvát-amerikai történész is felhasználta Žerjavić becsléseit, amelyek szerint a Bleiburghoz és a Viktringhez kapcsolódó eseményekben 70 000 ember halt meg. Slavko Goldstein horvát történész 50 000 horvát és 20 000 szerb, szlovén és mások veszteségére hivatkozott. Martina Grahek Ravančić horvát történész az áldozatok összlétszámát 80 000 körülinek tartja, mivel a szlovén kutatás több szlovén halálozást mutatott ki, mint Žerjavić kutatása. Vladimir Geiger azt írja, hogy statisztikai számítások alapján minimum 70-80 ezer embert öltek meg. Michael Portmann svájci történész összehasonlította a becsléseket, számításokat és az emberi veszteségek listáit. 1945 májusától augusztusáig 80 000, a „Bleiburg” név alatt 60 000, a „Viktring” és „Kočevje” név alatt 20 000 a halálos áldozatot mutatott ki. A horvát veszteségekre vonatkozóan Portmann 45 000 áldozatot becsült, a következő bekezdésben pedig ezt írja: „A Bleiburgért való felelősség nagymértékben Pavelićet és magát az Usztasa-rezsimet terheli: Az Usztasa véres terrorja a szerb lakosság ellen (az erőszak, a kiutasítások és a tömeges gyilkosságok), a horvát állam eltökélt szövetsége a náci Németországgal és nem utolsósorban Pavelić parancsa, hogy senki ne adja meg magát, hanem harc közben vonuljon vissza az osztrák határhoz, voltak a valóban brutális partizán megtorlás okai.” Számos szerző több tízezer halottra hivatkozik. A horvát emigráns irodalomban az uralkodó szám 200 000 megölt horvát áldozat.
Ivo Goldstein horvát történész Horvátország 1918-2008 című könyvében azt állította, hogy a korabeli dokumentumok a Szlovénián keresztül vonuló a fő oszlopokban akár 116 000 NDH-katona és 60 000 horvát civil vonulását támasztják alá. Ezen kívül egy külön útvonalon a szlovén honvédségnek, a Szerb Önkéntes Hadtestnek, a csetnikeknek és néhány kisebb NDH-egységnek mintegy 17 000 tagja, valamint körülbelül 10 000 szlovén civil menetelt. Zdravko Dizdar horvát történész is elemezte a közzétett áldozatlistákat és az 1992-es horvát bizottság által összegyűjtött anyagokat. Elmondása szerint az adatok azt mutatják, hogy személy szerint  62 000 horvát háború utáni áldozatot azonosítottak. Geiger Dizdar számairól azt mondja, hogy „bár statisztikailag lehetséges, ezek nyilvánvalóan durva becslések, mivel (Dizdar) nem jelezte, hogy mely áldozatlistákat és publikációkat nézték meg, az egyéni listákon hány halálesetet határoztak meg, és hogyan történt az adatok ellenőrzése”. Grahek Ravančić elmondása szerint több mint 5000 megnevezett személy szerepel a Bleiburggal kapcsolatos ismert horvát áldozati listákon. Megjegyzi, hogy egyes áldozatlisták „szubjektívek”, némelyik pedig a háború összes áldozatát tartalmazza, konkrét év és halálozási hely nélkül, ezért „nehéz meghatározni a listákból azon áldozatok számát, akiket a Bleiburgi tragédia során öltek meg”.

## Bleiburg öröksége
A gyilkosságok után évtizedekig Jugoszlávia kormánya Tito vezetésével a hazatelepítések kozmetikázott változatát terjesztette, amelyben a kommunista ügyet dicsőítette. Más kommunista kormányok és történészek ezeket a narratívákat visszhangozták, és végül csak a kommunizmus kelet-európai bukása hozott teljesebb képet az eseményekről.
Az 1980-as és 1990-es években a demokráciára való átmenettel megnőtt az érdeklődés a bleiburgi hazatelepítésekkel kapcsolatos kutatások iránt is. 1994 májusában mind Zágrábban, mind Bleiburgban nemzetközi szimpóziumot tartottak a bleiburgi tragédia kivizsgálására, ahol több szerző is megvitatta a bleiburgi haláleseteket, melyek száma becslések szerint több tízezerre tehető. Ezt később könyv formájában kiadta a horvát Školska knjiga könyvkiadó „Od Bleiburga do naših dana” (Bleiburgtól napjainkig) címmel.

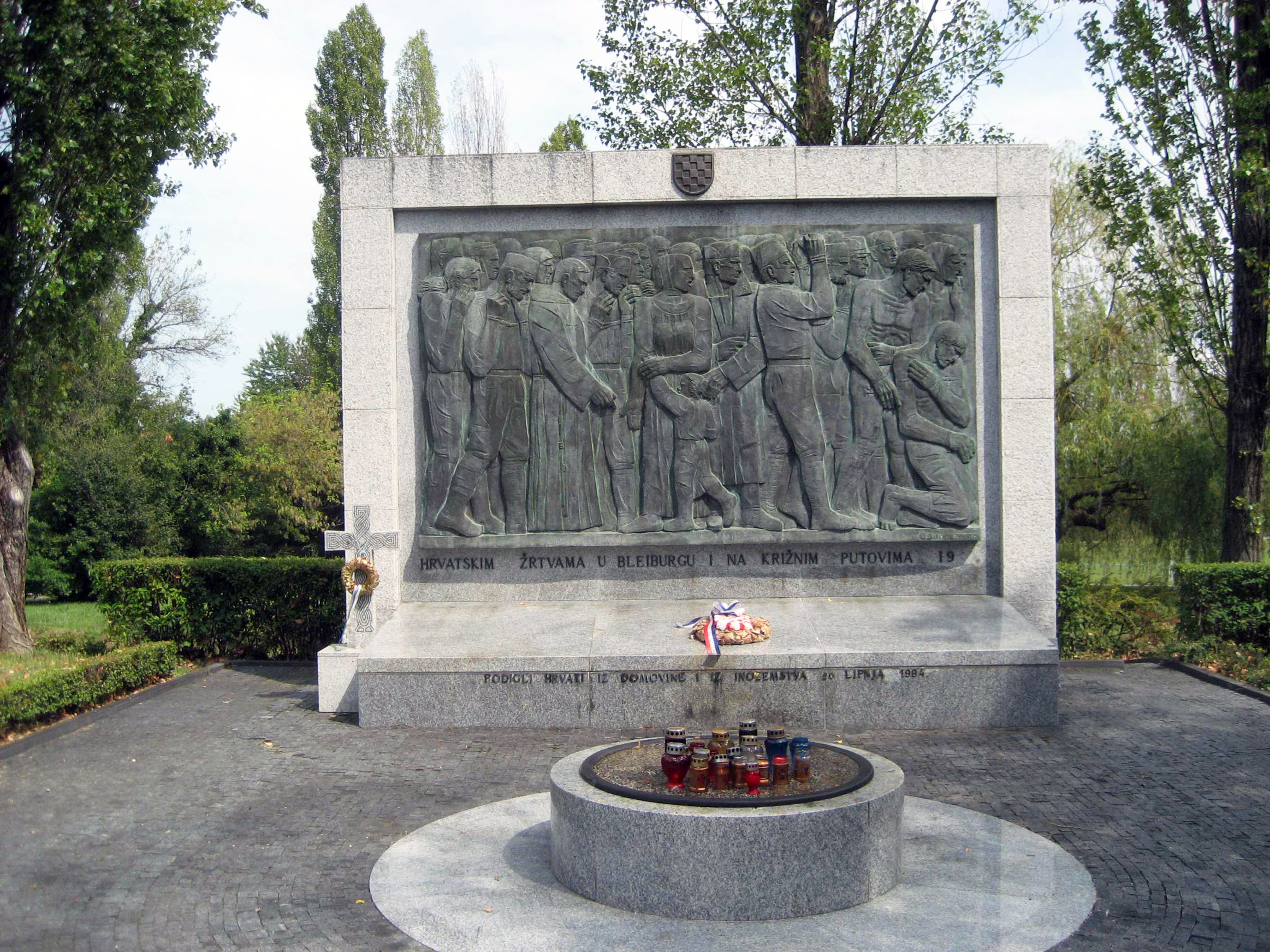
A bleiburgi áldozatok emlékműve a zágrábi Mirogoj temetőben.

A Horvát Köztársaság Franjo Tuđman elnöksége és a Horvát Demokratikus Közösség (HDZ) kormányzása idején, a horvát parlament 1995-ös határozatával kezdte meg a hivatalos megemlékezéseket a bleiburgi áldozatokról. A közelmúltban, amikor a megemlékezések egyre kevésbé váltak politikai eseményekké, a radikálisok nagyrészt marginalizálódtak, és a megemlékezés középpontjában a hazatelepítések tényleges áldozatai álltak. Sok vezető politikus, valamint katolikus és muszlim pap látogat évente a bleiburgi helyszínre. Ivica Račan horvát miniszterelnök 2002-ben, Ivo Sanader miniszterelnök 2004-ben járt a helyszínen. A 2005-ös 60. évfordulós megemlékezéseken nagy tömeg volt jelen, Vladimir Šeks horvát parlamenti elnök és Ševko Omerbašić mufti a Horvátországi Muzulmán Közösség főpapja vezetésével. 2007-ben új oltárt helyeztek el a helyszínen, amelyet Josip Bozanić bíboros szentelt fel mintegy 10 000 ember előtt.
2004-ben a szlovéniai Teharjéban emlékparkot létesítettek, ahol minden évben a második világháború utáni áldozatokra emlékeznek. 2007-ben a szlovén kormány bejelentette, hogy a Teznói árkot emlékparkká és temetővé alakítja. 2008-ban hasonlóan ahhoz, amit Szlovénia korábban Olaszországgal és Németországgal kötött, a horvát és a szlovén kormány együttműködési megállapodást kötött a katonai temetők kialakításáról. Horvátország miniszterelnöke, Zoran Milanović 2008 szeptemberében látogatott Bleiburgba. Kijelentette, hogy minden áldozatnak joga van a tisztességes eljáráshoz, és hogy indítéka nem politikai volt.

### Viták Bleiburg megítélésében
Számos horvát politikus adott hangot aggodalmának az eseményeken olykor felbukkanó usztasa szimbólumok miatt. 2012-ben a horvát parlament úgy döntött, hogy visszavonja az éves bleiburgi megemlékezés finanszírozását. Milanović ezt azzal indokolta, hogy a kormány nem fogja finanszírozni azt a politikailag pártos eseményt, amely az NDH-ra koncentrál, nem pedig az áldozatok gyászolására. 2012-ben a horvát vezetés csak a teznói emlékműnél helyezett el koszorúkat.
Ahogy Vjeran Pavlaković horvát akadémikus, a Rijekai Egyetem Kultúratudományi Tanszékének adjunktusa írja a „Deifying the Defeated Memorating Bleiburg” című könyvében 1990-ben:
A bleiburgi megemlékezések szerves részét képezi a múlt és a jelen összemosása, a résztvevők nemcsak usztasa egyenruhába öltöznek, usztasa jelvényeket és ikonográfiát helyeznek el, valamint az NDH-hoz és vezetőihez kapcsolódó kellékeket árulnak, hanem aktív diskurzus zajlik az „1990-es évek horvát szabadságharcáról”, annak hőseiről (köztük háborús bűnös személyekről) készült képekkel kísérve.
Végül Pavlaković arra a következtetésre jut, hogy
Bleiburg, mint emlékhely népszerűsége annak tudható be, hogy egyszerre reprezentálja a traumatikus múltat, valamint a vele való szakítás vagy másképp a történelmi fordulat pillanatát. Ez a két tényező adta a bleiburgi megemlékezések érzelmi súlyát és politikai jelentőségét, különösen aktuális volt ez akkor, amikor Horvátország az 1990-es években újabb történelmi átalakuláson ment keresztül. Ez azt is jelentette, hogy a bleiburgi mítosz könnyen manipulálható volt; a bleiburgi tragédia áldozataira nem csak az usztasa múlt eltorzításával hivatkoztak, hanem a szélsőséges nacionalista politikai opciók újjáéledésének igazolására is. A Bleiburg-mítosz egyike lett azoknak a történelmi eseményeknek, amelyek az 1990-es években a nagyszerb agresszió általi áldozattá válásról szóló narratíva miatt a horvát mártíromságot szimbolizálták. A mártírium-mítosz az egyik leggyakoribb archetípus a mítoszok taxonómiájában... A veszély azonban abban rejlik, hogy a bleiburgi áldozatokat kizárólag a horvát állam mártírjaként állítják be, és ezzel az NDH-rezsim valóságát és az általa elkövetett bűnöket a második világháború új, átdolgozott narratívája figyelmen kívül hagyja.
A 2015-ös megemlékezés, amelyen több mint 20 ezren vettek részt volt az addigi legnagyobb megemlékezés volt. 2016-ban a horvát parlament újra bevezette az esemény szponzorálását, hogy kifejezze tiszteletét a kommunista-totalitarizmus második világháború utáni áldozatai iránt. 2019. március 8-án a karintiai katolikus egyház megtiltotta a papoknak, hogy misézzenek a bleiburgi megemlékezéseken. E. Guggenberger, a Gurk-Klagenfurti Egyházmegye ideiglenes adminisztrátora azt írta: „a mise a Bleiburg melletti mezőn egy olyan megnyilvánulás részévé vált, amely politikailag instrumentalizált, és része egy politikai-nacionalista rituálénak, amely a történelem szelektív élményével és értelmezésével szolgál.” A levél azt állította, hogy az esemény aláássa a katolikus egyház hírnevét.
Három osztrák uniós parlamenti képviselő „Európa legnagyobb fasiszta összejöveteleként” bírálta a bleiburgi megemlékezéseket, majd főként a bleiburgi megemlékezéseken használt fasiszta szimbólumok megjelenítése miatt az osztrák kormány 2019-ben törvényt fogadott el, amely megtiltotta az usztasa jelképek, valamint korábban tiltott náci, ISIS és más szimbólumok megjelenítését. Az osztrák bíróságok fasiszta tisztelgésért és fasiszta szimbólumok megjelenítéséért elítélték a bleiburgi megemlékezések horvát résztvevőit. A Zsidó Világkongresszus és a Wiesenthal Központ csatlakozott a bleiburgi megemlékezés elítéléséhez, a Zsidó Világkongresszus pedig kijelentette, hogy az eseményt „olyan személyek dicsőítésére használták, akik támogatták vagy aktívan részt vettek egy olyan rezsim tevékenységében, amely ártatlanok, férfiak, nők és gyerekek százezreit végezte ki csak etnikai vagy vallási identitásuk miatt."

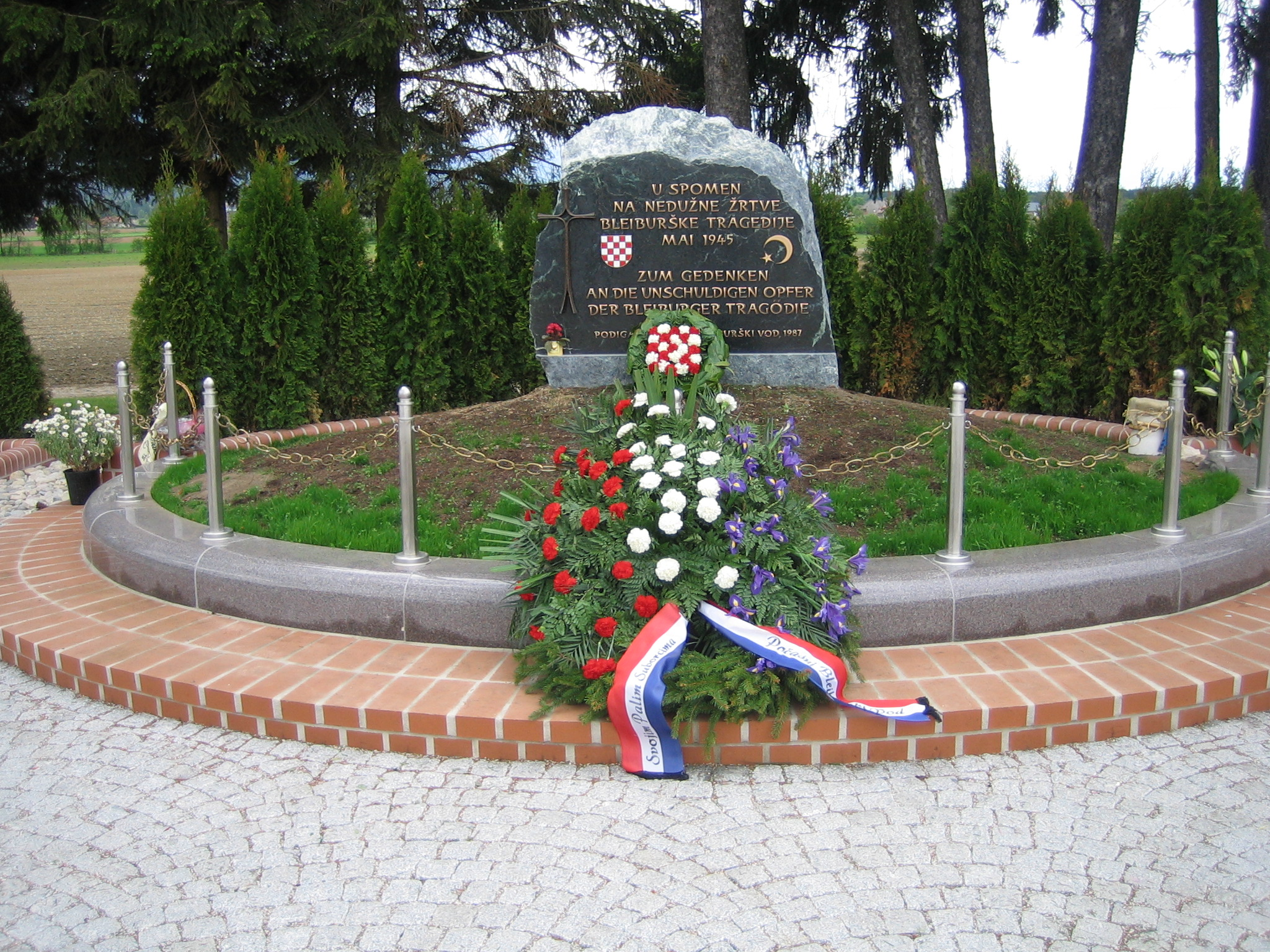
Az áldozatok emlékműve Bleiburgban.

2020-ban a horvát parlament támogatásával az ausztriai Bleiburgban szokásos éves összejövetel helyett, amelyet a COVID-19 világjárvány miatt elrendelt korlátozások miatt töröltek, tartottak a szarajevói Szent Szív-katedrálisban katolikus szentmisét. Ezzel egy időben tüntetők ezrei vonultak át a Tito marsall utcán és gyűltek össze az örök lángnál, hogy megemlékezzenek az usztasa-rezsim áldozatairól. A boszniai politikusok többsége bírálta a bosznia-hercegovinai katolikus egyház feje, Vinko Puljić által tartott misét. Korábban a boszniai szerb ortodox egyház, a zsidó és muszlim közösség, valamint számos antifasiszta szervezet is elítélte azt.
2020 júliusában az osztrák parlament alsóháza határozatot fogadott el, amelyben felszólította a belügyminisztériumot, hogy fontolja meg a bleiburgi megemlékezés betiltását az usztasa szimbólumok megjelenítése miatt. A tilalom azonban nem történt meg, és a 2021-es megemlékező eseményt ugyan COVID-korlátozások mellett, és nagy tömeg összejövetele nélkül, de megtartották. Karl Nehammer, akkori osztrák belügyminiszter 2021 novemberében javasolta a bleiburgi megemlékezés jelenlegi formájában történő betiltását, mert „Ausztriában elfogadhatatlan egy terrorista rezsim dicsőítése. Megakadályozzuk a jobboldali szélsőséges és revizionista világnézetek tüntetéseken való terjesztésére irányuló kísérleteket.” Később Ausztria hivatalosan is betiltotta a bleiburgi megemlékezést, és fasiszta szimbólumként betiltotta az NDH „sakktábla” címerét is, melyet eltávolítottak a bleiburgi emlékműről.

### A történetírás megítélése
A történészek a partizánok sok más, részletesen ismertetett hadműveletétől eltérően, az 1945. május 7–15-iki héten Szlovéniában, az osztrák határ közelében végrehajtott hadműveletekről keveset írtak. A háború utáni jugoszláv irodalom az 1945 májusában és júniusában bekövetkezett összes emberi veszteséget a háború utolsó műveletei során bekövetkezett katonai veszteségnek tulajdonította. A hivatalos jugoszláv történetírás minden ellenséges hadsereget és politikai ellenfelet árulóként és kollaboránsként jellemzett. A bleiburgi eseményeket „végső bekerítési csatáknak”, „végső katonai műveleteknek” illetve „karintiai nagy végjátéknak” nevezték. A bleiburgi hazatelepítésekről és azok következményeiről az emigráns irodalomban először azok az antikommunisták beszéltek, akiknek sikerült elhagyniuk az országot. Az egyik első, a témával foglalkozó könyv a La Tragedia de Bleiburg volt, amelyet horvát emigránsok adtak ki 1963-ban Buenos Airesben.
Nikolai Tolstoy 1986-os könyve, a The Minister and the Massacres (A miniszter és a mészárlások) további tényeket hozott nyilvánosságra, de a hazatelepítésekkel kapcsolatban számos kétes állítást is megfogalmazott amelyeket, bár általánosabban felhívta a figyelmet a történtek tartós torzítására, valamint arra a kérdésre, hogy a történészek túlságosan bíznak a kortárs feljegyzésekben és az állítólagos szemtanúkban, különféle történészek és szerzők keményen kritizáltak.
Jozo Tomasevich horvát-amerikai történész így írta le az eseményeket: „A háború végén elfogott quisling-csapatok többségének megsemmisítése – ami tény – hasonlóan ahhoz, amit az usztasák és a csetnikek a háború elején műveltek, tömegterror és brutális politikai akció volt”. Az usztasa foglyokkal szembeni partizán bánásmóddal kapcsolatban Tomasevich megjegyzi: „Most fel kell tennünk az igazán alapvető kérdést, nevezetesen, hogy ki volt a felelős Bleiburgért... Bleiburg problémája nyilvánvalóan nem tárgyalható elszigetelten, ahogy az usztasa és az usztasa-párti írók rendszeresen teszik. Ez szorosan összefügg az NDH létrejöttével és általános politikájával, a szerb lakosság elleni usztasa rémuralommal, a horvát államnak a náci Németországgal kötött határozott szövetségével és az usztasák végső erőfeszítéseivel, melynek célja volt menekülni és a nyugattal szövetkezni a kommunisták ellen. Tehát arra a következtetésre kell jutnunk, hogy a Bleiburgért való felelősség Pavelić és az Usztasa-rezsim kollektív felelőssége volt”.
David Bruce MacDonald brit politológus bírálta az áldozatok számának eltúlzását: „A bleiburgi halottak száma felduzzasztásának több szempontból is volt jelentősége. Először is, a horvátok részéről sajátjaiknak a szerbek és/vagy kommunisták keze általi lemészárlása lehetővé tette számukra, hogy a szerbeknek az ő kezeik általi jasenovaci népirtását ezzel ellensúlyozzák. Másodszor, lehetővé tette a horvátok számára, hogy elhatárolódjanak a szerbektől és a mészárlást végrehajtó kommunista rezsimtől és ezzel Horvátországot a szocialista Jugoszláviába belekényszerített résztvevőként ábrázolhatták. Harmadszor, egy ilyen mészárlás elszenvedését a horvátok saját „keresztútjukként” értelmezhették, ahogyan azt a legtöbb horvát nevezi.
Ivo és Slavko Goldstein történészek válaszolva azoknak, akik Horvátországban megpróbáltak egyenlőségjelet tenni Bleiburg és Jasenovac között, ezt írták: „Jasenovac... elsősorban népirtó bűncselekmény volt, civilek tömeges meggyilkolása miatt, akik egy másik vallásból vagy nemzetiségből származtak”. Ezzel szemben „Bleiburg a legyőzött ellenséges csapatok lefegyverzett foglyai tömeges meggyilkolásának bűncselekménye volt, akik négy éve háborúztak a gonosz oldalán”. Azt is megjegyzik: „Jasenovacon a munkaképes korú férfiak mellett; nőket, gyerekeket és idős embereket is tömegesen gyilkoltak meg. Bleiburg részeként az elesettek szinte kizárólag lefegyverzett katonák, harcképes férfiak voltak”.
Titónak a háború végén a partizánok tetteiért való felelősségével kapcsolatban Dominik Vuletić horvát ügyvéd ezt írta: „...meg kell említeni, hogy a bleiburgi események és az azt követő halálmenetek idején ő volt a miniszterelnök, a védelmi miniszter, a Kommunista Párt főtitkára és az összes jugoszláv fegyveres erő legfőbb parancsnoka, így de facto és de iure az összes haderőt ellenőrizte, egyben az ország legfelelősebb személye volt. A bleiburgi események során Tito utasításai szerint jártak el, és az események ő irányítása alatt álltak.[...] Május 13-án Tito állítólag kézzel írt táviratot küldött a Szlovén Partizán Hadsereg legfelsőbb főhadiszállására, amely május 14-én érkezett meg, és amelyben „a leghatározottabban” megtiltotta a hadifoglyok kivégzését, és elrendelte a gyanúsítottak katonai bíróságra történő átadását. E távirat hitelessége vitatható, mivel a jugoszláv hadsereg egyetlen dokumentumgyűjteményében sem tették közzé, és nem volt rajta Tito aláírása. Nikolai Tolstoy történész „egyértelmű hamisításnak” nevezte.
Keith Lowe brit történész a háború végével foglalkozott Savage Continent: Europe in the Aftermath of World War című könyvében, ahol ezt írta: „A kontinens keleti felében tehát számtalan ember számára a háború vége egyáltalán nem a „felszabadulást”, csupán az állami elnyomás új korszakát jelentette. A náci terrornak vége volt: de hamarosan kezdődött a kommunista terror”.

### Bleiburg a kultúrában
- Az első film, amely megemlítette a bleiburgi eseményeket, a Sokol ga nije volio (Sokol nem szerette őt) volt, melyet Branko Schmidt rendezett és 1988-ban mutatták be.[308]
- A bleiburgi megadásról 1999-ben készült horvát film, a Četverored, amelyet Jakov Sedlar rendezett Ivan Aralica 1997-es azonos című regényén alapul.
- Egy 2004-es horvát film, a Duga mračna noć (Hosszú sötét éj), Antun Vrdoljak rendezésében, egy szlavóniai falu 1941 és 1945 közötti háborús időszakát, valamint a háború utáni szlovén eseményeket dolgozza fel. A film egy hosszabb változatát a Horvát Rádió és Televízió tévésorozatként 13 epizódban sugározta.[309]
- A Rudar (Bányász) egy 2017-es szlovén film volt, amelyet Hanna Antonina Wojcik Slak rendezett, és a Barbara akna 2009-es mészárlás felfedezéséről szól.[310]
- Charles Billich horvát-ausztrál festő egy sor alkotást festett az eseményről.[311]

## Fordítás
- Ez a szócikk részben vagy egészben  a   Bleiburg repatriations című angol Wikipédia-szócikk ezen változatának fordításán alapul.  Az eredeti cikk szerkesztőit annak laptörténete sorolja fel. Ez a jelzés csupán a megfogalmazás eredetét és a szerzői jogokat jelzi, nem szolgál a cikkben szereplő információk forrásmegjelöléseként.